# ミケランジェロ・ブオナローティ

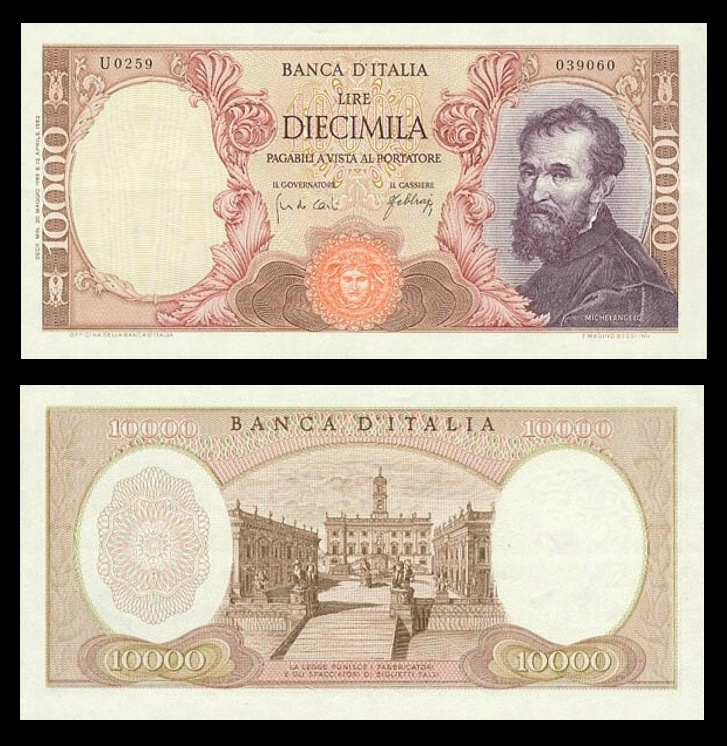
ミケランジェロの肖像がデザインされている10000リラ紙幣。1963年 - 1977年発行。

ミケランジェロ・ディ・ロドヴィーコ・ブオナローティ・シモーニ（伊: Michelangelo di Lodovico Buonarroti Simoni、1475年3月6日 - 1564年2月18日）は、イタリア盛期ルネサンス期の彫刻家、画家、建築家、詩人。
西洋美術史上のあらゆる分野に、大きな影響を与えた芸術家である。ミケランジェロ自身が本業と考えていた彫刻分野以外の作品は決して多くはないにもかかわらず、様々な分野で優れた芸術作品を残したその多才さから、レオナルド・ダ・ヴィンチと同じく、ルネサンス期の典型的な「万能（の）人」と呼ばれる。
ミケランジェロは存命中から非常に優れた芸術家として高い評価を得ており、現在でも西洋美術史上における最高の芸術家の一人と見なされている。ミケランジェロが制作した絵画、彫刻、建築のいずれをとっても、現存するあらゆる芸術家の作品のなかで、最も有名なものの一つとなっている。長寿を保ったミケランジェロの創作活動は前述以外の芸術分野にも及ぶ膨大なもので、書簡、スケッチ、回想録なども多く現存している。また、ミケランジェロは16世紀の芸術家の中で最もその記録が詳細に残っている人物でもある。
ミケランジェロの彫刻で最も有名と思われる『ピエタ』（1498年 - 1499年、サン・ピエトロ大聖堂）と『ダビデ像』（1504年、アカデミア美術館）は、どちらもミケランジェロが20歳代のときの作品である。また、ミケランジェロ自身は絵画作品を軽視していたが、西洋美術界に非常に大きな影響を与えた2点のフレスコ画、システィーナ礼拝堂の『システィーナ礼拝堂天井画』と祭壇壁画『最後の審判』を描いている。
さらに建築家としてもフィレンツェのラウレンツィアーナ図書館で、マニエリスム建築の先駆けといえる様式で設計を行っている。74歳のときにはアントニオ・ダ・サンガッロ・イル・ジョヴァネの死去をうけて、当時改築中だったサン・ピエトロ大聖堂の主任建築家に任命された。このときミケランジェロは従前の設計を変更し、建物西側（奥）はミケランジェロの設計どおりに建てられた。ただし、主ドーム部分はミケランジェロの死後になって、別の設計に変更されて完成している。

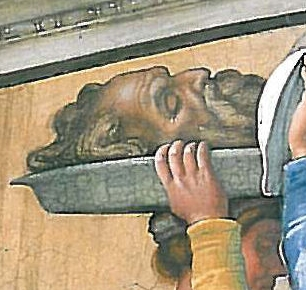
『システィーナ礼拝堂天井画』の『ユディトとホロフェルネス』の部分拡大画像。描かれているホロフェルネスは、ミケランジェロの自画像といわれている。

ミケランジェロは、存命中に伝記が出版された初めての西洋美術家であるという点でも、際立った存在といえる。そのなかでジョルジョ・ヴァザーリが著した『画家・彫刻家・建築家列伝』では、ミケランジェロをルネサンス期の芸術における頂点として絶賛し、その作品は何世紀にもわたって西洋美術界で通用するだろうとしている。ミケランジェロは存命中から「神から愛された男 (Il Divino )」と呼ばれることもあり、当時の人々からは偉人として畏敬の念を持って見られていた。ミケランジェロの作品に見られる情熱的で独特な作風は後続の芸術家たちの模範となり、盛期ルネサンスの次の西洋芸術運動であるマニエリスムとなって結実していった。

## 生涯と作品

### 幼少期

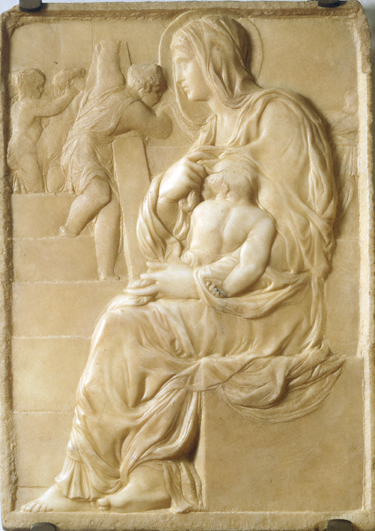
『階段の聖母』（1491年頃）
カーサ・ブオナローティ（フィレンツェ）

ミケランジェロは1475年3月6日に、現在のトスカーナ州アレッツォ近郊にあたるフィレンツェ共和国のカプレーゼに生まれた。ミケランジェロの一族は数世代にわたってフィレンツェで小さな銀行業を営んでいたが、ミケランジェロの父ルドヴィーコ・ディ・レオナルド・ディ・ブオナローティ・シモーニは銀行経営に失敗し、共和国政府の臨時職員として生計を立てていた。ミケランジェロ誕生当時のルドヴィーコはカプレーゼの小さな町の判事職と、キウージの首席行政官を務めていた。母親の名前はフランチェスカ・ディ・ネリ・デル・ミニアート・シエーナである。ルドヴィーコは、トスカーナ女伯マティルデ・ディ・カノッサの末裔を自称しており、ミケランジェロもこれを信じていたが、事実かどうかは立証されていない。ミケランジェロの誕生後数ヶ月で一家はフィレンツェへと戻り、ミケランジェロは幼少期をフィレンツェで送った。1481年、ミケランジェロが6歳の時、母フランチェスカが長い闘病生活の末に死去している。当時のミケランジェロ一家は石工の一家と共にセッティニャーノに住んでおり、父ルドヴィーコはこの地で大理石採石場と小さな農園を経営していた。ジョルジョ・ヴァザーリは著書でミケランジェロの言葉として「私が幸運だったのは、アレッツォの繊細な環境に生まれたことだ。乳母の乳を飲みながら鑿と金槌の使い方と人物彫刻のコツをつかむことができた」と記載している。

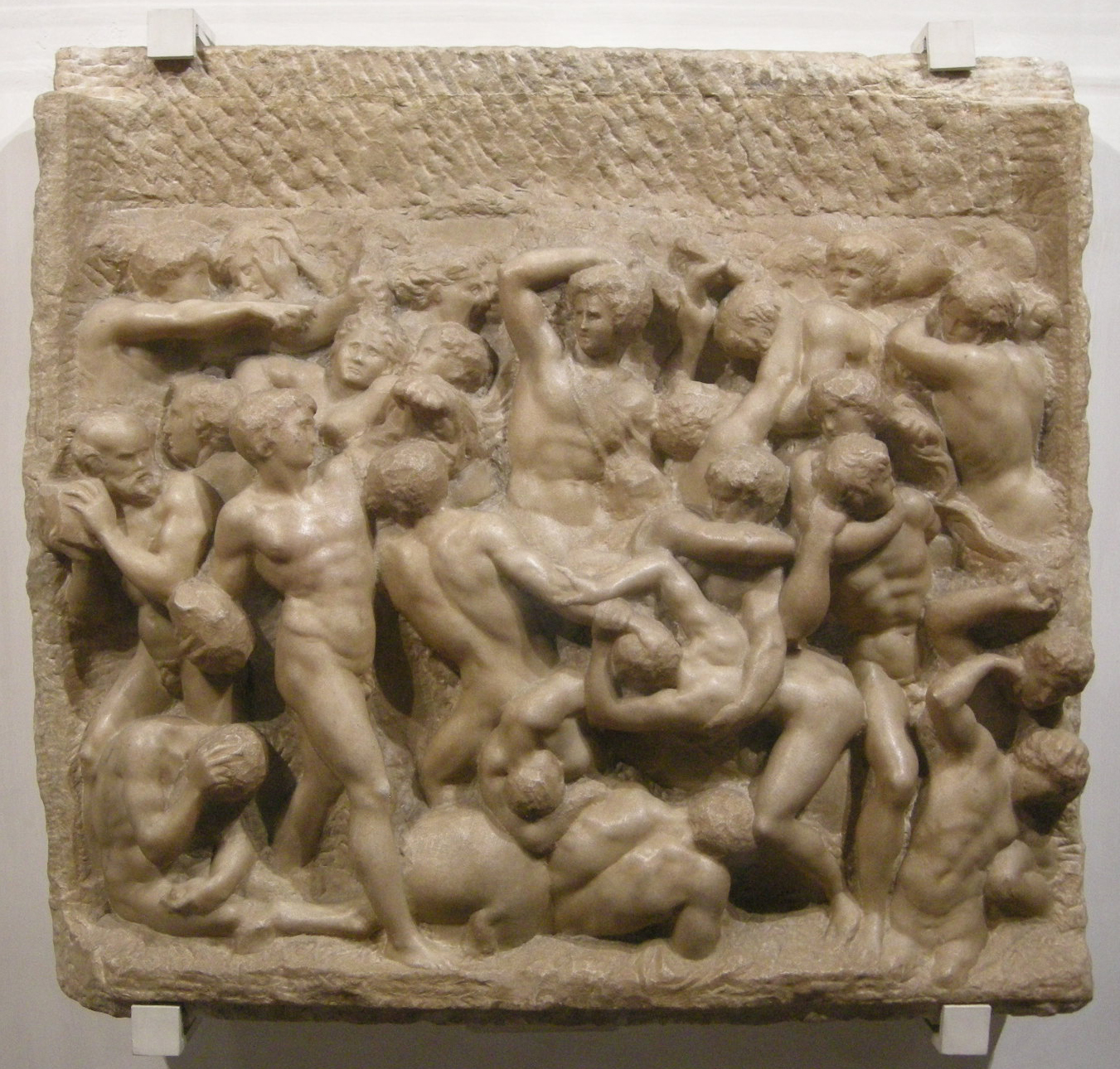
『ケンタウロスの戦い』（1492年頃）
カーサ・ブオナローティ（フィレンツェ）

父ルドヴィーコは、ミケランジェロ少年を人文主義者フランチェスコ・ダ・ウルビーノのもとへ送り、学問を学ばせようとした。しかしミケランジェロは学問には興味を示さず、教会の装飾絵画の模写や画家たちと交際することを好んだ。ミケランジェロは13歳のときに画家ドメニコ・ギルランダイオに弟子入りし、わずか14歳でギルランダイオに一人前の画家と認められたが、これは当時としては極めて異例のことだった。1489年にメディチ家当主でフィレンツェの最大権力者ロレンツォ・デ・メディチがギルランダイオに、最も優れた弟子を2名、自分のところへ寄こすように求め、このときにミケランジェロとフランチェスコ・グラナッチがロレンツォの元へと派遣されている。1490年から1492年にかけて、ミケランジェロはメディチ家が創設した人文主義のプラトン・アカデミーに参加している。当時のミケランジェロはベルトルド・ディ・ジョヴァンニのもとで彫刻を学んでおり、16歳の頃には、私的なサークルであるプラトン・アカデミーに集うマルシリオ・フィチーノ、ピコ・デラ・ミランドラ、アンジェロ・ポリツィアーノなど当代一流の人文主義者や詩人たちと交流していた。この時期にミケランジェロが制作したレリーフとして『階段の聖母』（1490年 - 1492年）、『ケンタウロスの戦い』（1491年 - 1492年）が挙げられる。『ケンタウロスの戦い』はポリツィアーノがミケランジェロに語ったギリシア神話のエピソードをもとに制作されたもので、ロレンツォ・デ・メディチがミケランジェロに依頼した作品だった。ベルトルド・ディ・ジョヴァンニのもとで修行していた17歳のミケランジェロは、ロレンツォ・デ・メディチの後援で彫刻を勉強していた3歳年長のピエトロ・トッリジャーノに顔を殴られて鼻骨が曲がってしまい、現存するミケランジェロの肖像画の多くはこの特徴がはっきりととらえられている。

### 青年期
1492年4月8日に後援者のロレンツォ・デ・メディチが死去したことにより、ミケランジェロを取り巻く環境は激変し、ミケランジェロはメディチ家の庇護から離れて父親の元へと戻った。その後数ヶ月をかけて、フィレンツェのサント・スピリト修道院長への奉献用に、木彫の『キリスト磔刑像』（1492年、フィレンツェ、サント・スピリト教会）を制作している。修道院長は修道院付属病院で死去した人の身体を、解剖学の勉強のためにミケランジェロに提供した人物だった。ミケランジェロは1493年から1494年にかけて、ギリシア神話の英雄ヘラクレスの大きな立像制作のために大理石の塊を購入している。このヘラクレス像はフィレンツェに送られたという記録が残っているが、18世紀に行方不明になっている。大雪が降り積もった1494年1月20日に、ロレンツォ・デ・メディチの後継者ピエロ・ディ・ロレンツォ・デ・メディチからミケランジェロに雪像制作の依頼が舞い込み、再びミケランジェロはメディチ家宮廷に迎えられることとなった。
しかし同年、フィレンツェの支配者メディチ家は、フランス軍のイタリア侵攻と修道士ジロラモ・サヴォナローラの扇動による排斥運動でフィレンツェから追放されてしまう。ミケランジェロもこの政変の直前にフィレンツェを去っており、ヴェネツィアを経てボローニャへと居を移した。移住先のボローニャでミケランジェロは、サン・ドメニコ聖堂の聖遺物櫃の小さな人物像彫刻を完成させる仕事を引き受けている。その後、1494年の終わりごろにはフィレンツェの政争は落ち着きつつあり、フランス王シャルル8世率いるフランス軍もローマ教皇、神聖ローマ皇帝らが結んだ軍事同盟の前に撤退したため、当面の危機は回避した状態だった。ミケランジェロはこのような情勢下のフィレンツェへと戻ったが、メディチ家不在のフィレンツェ政府からは作品制作の注文を受けることはなく、フィレンツェ外のメディチ家からの庇護に頼らざるを得なかった。ミケランジェロがフィレンツェで制作した彫刻に、『幼児洗礼者ヨハネ』と『キューピッド』の2つの小品があるが、どちらも現存していない。アスカニオ・コンディヴィが著した16世紀のミケランジェロの伝記によれば、これらの作品をミケランジェロに作らせたのはメディチ家傍流のロレンツォ・ディ・ピエルフランチェスコ・デ・メディチである。ロレンツォはミケランジェロに「これ（『キューピッド』をさす）をどこかからの発掘品のように加工しろ」と命じ「古代ローマの古美術品としてローマに送れば……高値で売ることができる」と考えたとしている。『幼児洗礼者ヨハネ』をロレンツォから購入した枢機卿ラファエーレ・リアーリオはこの作品が偽物であることに気付いたが、彫刻自体の出来栄えに感銘を受けてミケランジェロをローマへと招いた。自身の彫刻作品がローマで認められたことと、当時のフィレンツェの保守的な情勢とが、ミケランジェロに枢機卿からの招待に応じることを決意させた。

#### ローマ時代

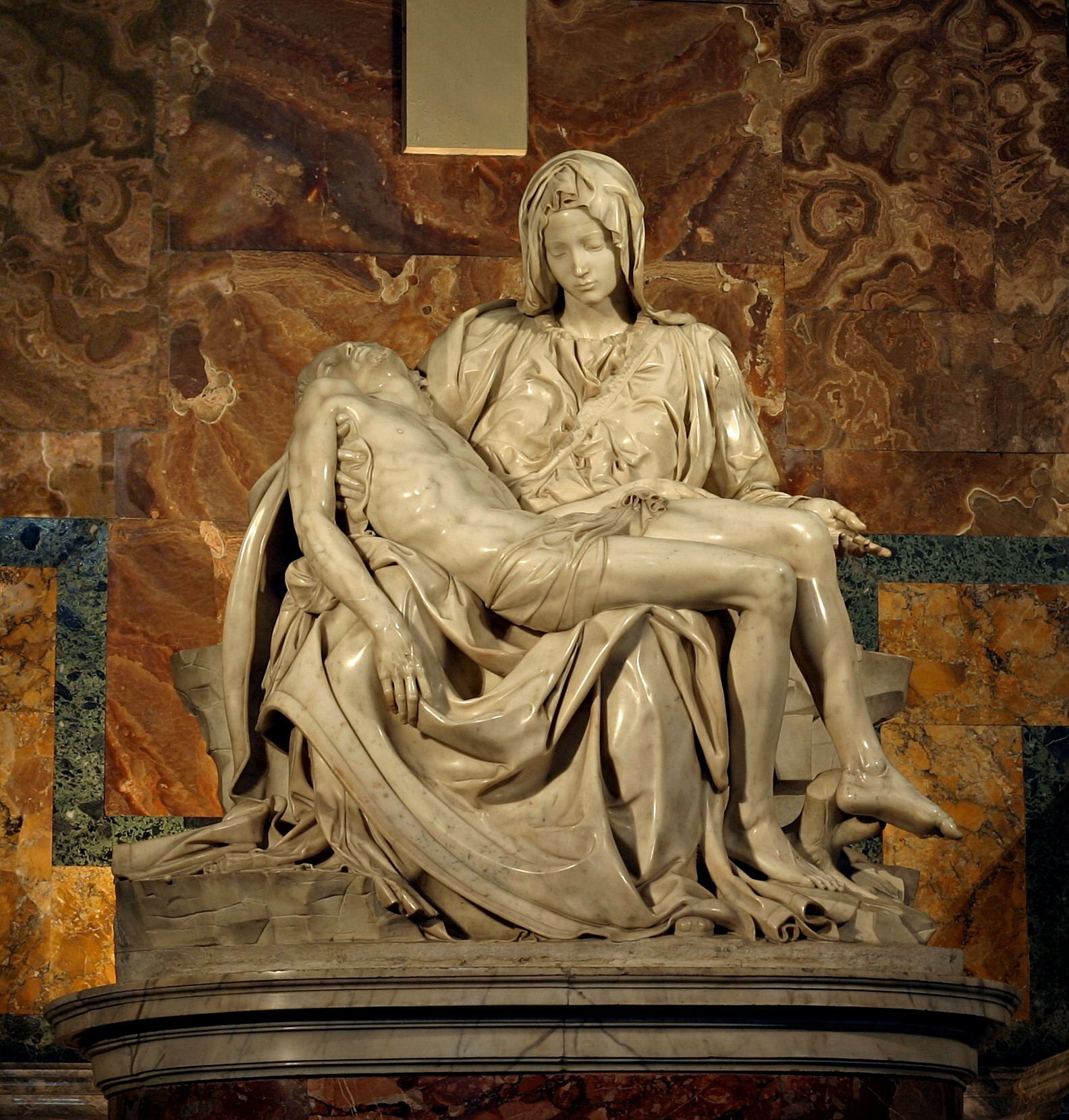
『ピエタ』（1498年 - 1500年）
サン・ピエトロ大聖堂

ミケランジェロがローマに到着したのは1496年6月25日で、ミケランジェロが21歳のときだった。同年7月4日に、ミケランジェロをローマに招いた枢機卿ラファエーレ・リアーリオからの依頼を受け、ローマ神話のワインの神をモチーフとした『バッカス像』 の制作を開始した。しかし、この作品はリアーリオから受け取りを拒否されてしまい、後に銀行家ヤコポ・ガッリのコレクションとしてその庭に飾られている。
1497年11月にミケランジェロは教皇庁のフランス大使から、代表作の一つである『ピエタ』の制作を打診され、翌年8月に正式な契約を交わした。完成した『ピエタ』は当時「人間の潜在能力の発露であり、彫刻作品の限界を超えた」と評価され、ヴァザーリは「間違いなく奇跡といえる彫刻で、単なる大理石の塊から切り出されたとは到底思えない、あたかも実物を目の前にしているかのような完璧な作品」だとしている。
ローマでのミケランジェロはロレート聖母教会の近くに住んでいた。ミケランジェロが住んでいた建物は1874年に取り壊され、新たな所有者によって残されていた遺構も1930年に破壊された。その後復元されたミケランジェロの住居が、ローマ西部のジャニコロの丘で公開されている。また、バチカン美術館が所蔵する有名な古代彫刻『ラオコーン像』は、この時代のミケランジェロの作品であると主張する者も一部存在する。
また、現在ロンドンのナショナル・ギャラリーが所蔵する、以前はミケランジェロの作品かどうか異論の多かった『マンチェスターの聖母』も、この時期にミケランジェロがローマで描いた作品だと考えられている。

### ダビデ像

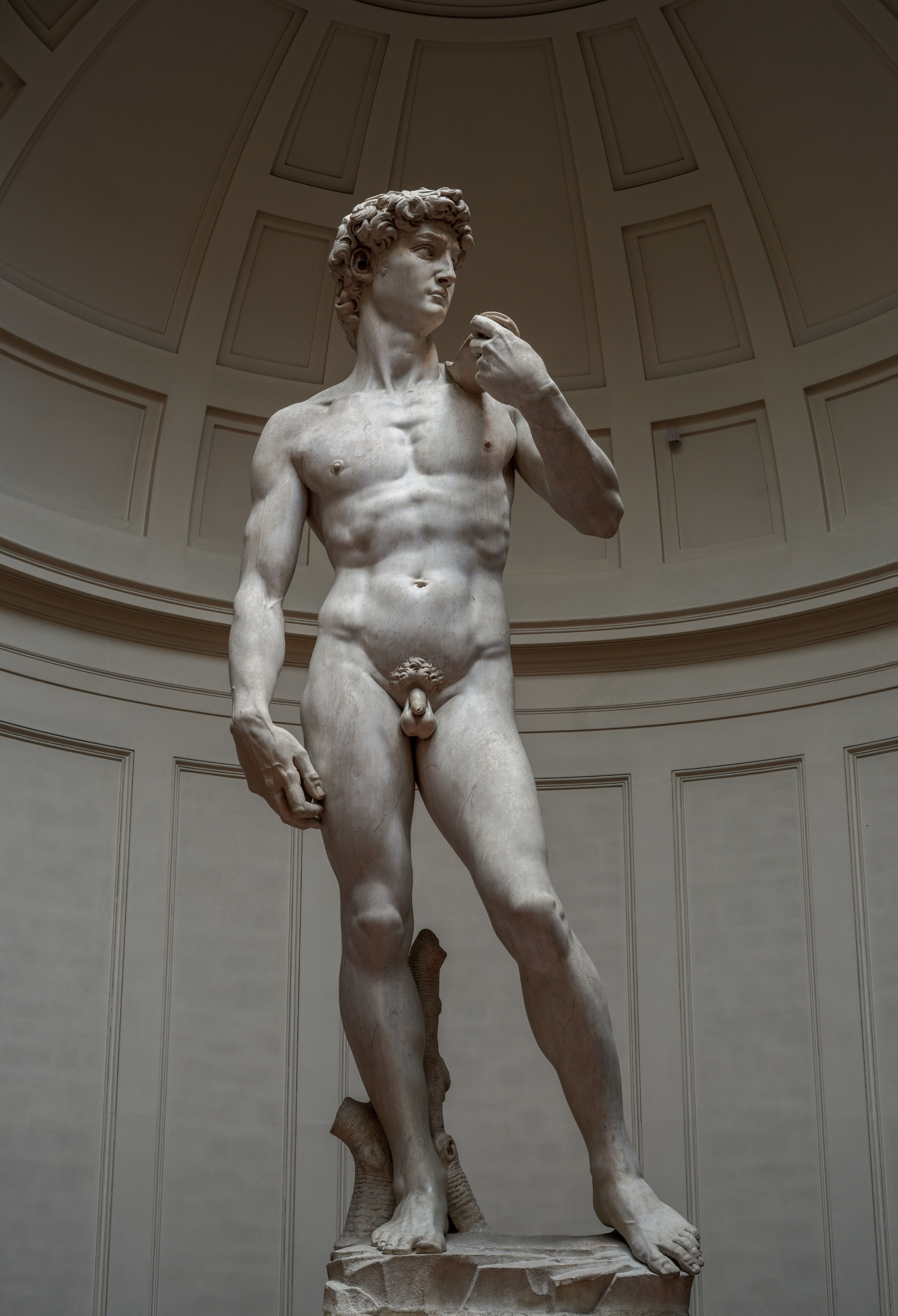
『ダビデ像』、1504年
アカデミア美術館（フィレンツェ）

メディチ家のフィレンツェ追放に大きな役割を果たした、ルネサンス美術を含む芸術否定論者にしてフィレンツェの指導者だった聖職者ジロラモ・サヴォナローラは失脚し、1498年に処刑された。代わってゴンファロニエーレのピエロ・ソデリーニが台頭して、以前とは状況が変わったフィレンツェ共和国に、ミケランジェロは1499年から1501年にかけて帰還している。ミケランジェロは羊毛ギルドの参事たちに、40年前に彫刻家アゴスティーノ・ディ・ドゥッチオによって開始されたものの、様々な理由で放棄されていた彫刻群制作計画の完遂を申し込まれた。このときミケランジェロに打診されたのは、フィレンツェの自主性を表す象徴として壮大なダビデの彫刻を制作し、ヴェッキオ宮殿に面したシニョリーア広場に設置するというものだった。ミケランジェロが、この最も有名な代表作といえる『ダビデ像』を完成させたのは1504年である。イタリア北部の都市カッラーラの採石場から切り出され、前任者による大まかな下絵が描かれていた大理石を原材料として制作されたこの『ダビデ像』が、ミケランジェロが持つ彫刻家としてのたぐいまれな才能、技量、創造力への評価を決定的なものとしたのである。
また、ミケランジェロはフィレンツェに滞在していたこの時期に聖母マリア、聖ヨセフ、幼児キリストを描いた円形の絵画『聖家族』を完成させている。この作品はアニョロ・ドーニとマッダレーナ・ストロッツィの結婚記念として注文されたもので、17世紀にはフィレンツェ庁舎（現在のウフィツィ美術館）の通称「護民官の間」と呼ばれる部屋に飾られていた。

### システィーナ礼拝堂天井画

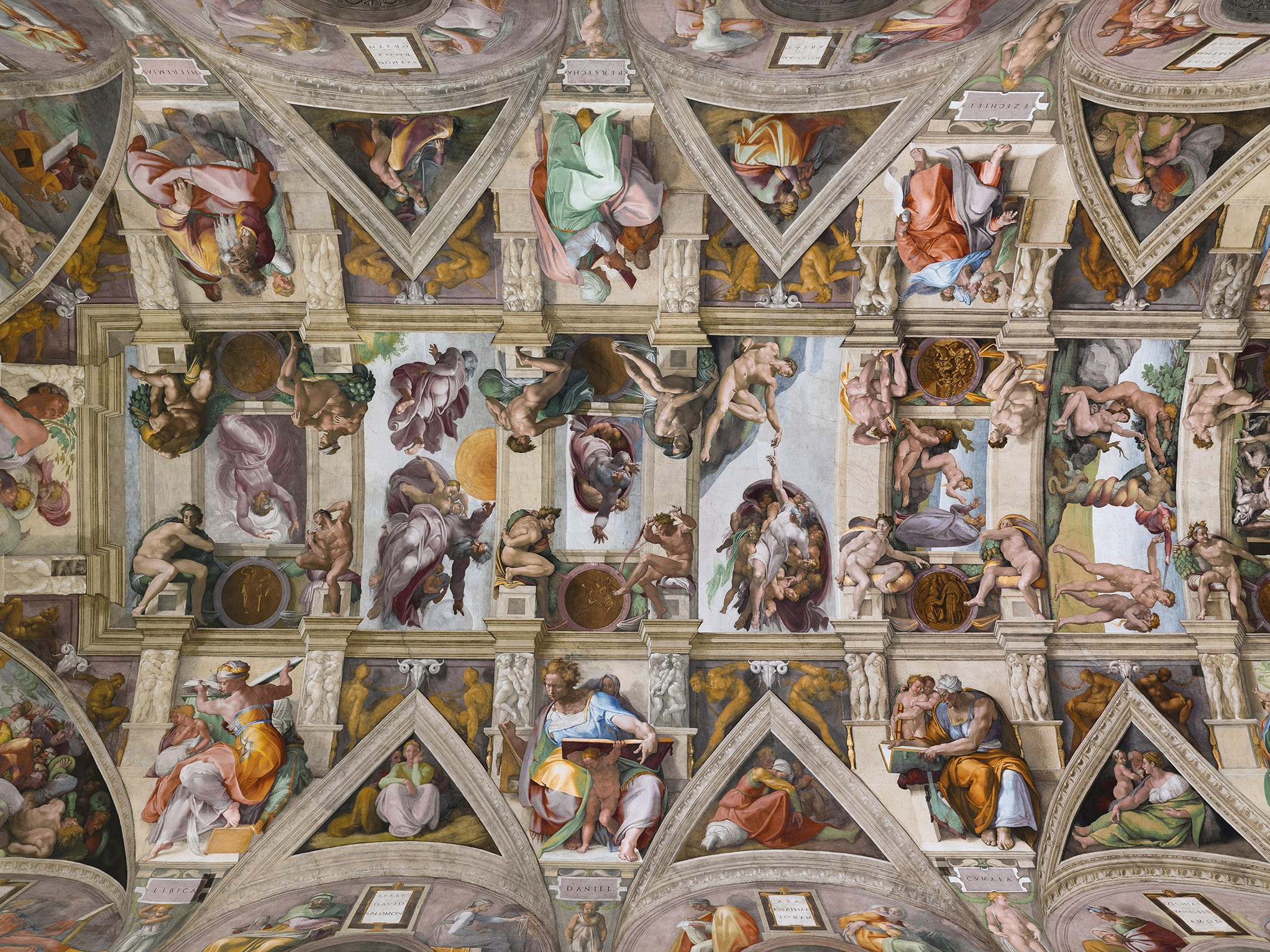
『システィーナ礼拝堂天井画』（1508年 - 1512年）
システィーナ礼拝堂（ヴァチカン）

1505年にミケランジェロは、新しく選出されたローマ教皇ユリウス2世にローマへと呼びもどされ、ユリウス2世が死後に納められる霊廟の制作を命じられた。教皇の後援を受けたミケランジェロだったが、ユリウス2世以外にも後継の歴代教皇から続々と発注された多くの芸術作品の制作に追われ、当初の目的だったユリウス2世の霊廟制作作業を何度も中断せざるを得なかった。このため、最終的にユリウス2世の霊廟の完成までに40年の歳月を要している。司教座聖堂サン･ピエトロ・イン・ヴィンコリに安置されている、中央にミケランジェロの彫刻『モーゼ像』が配されたこの壮麗な霊廟は、ミケランジェロ自身には満足のいくものではなかった。

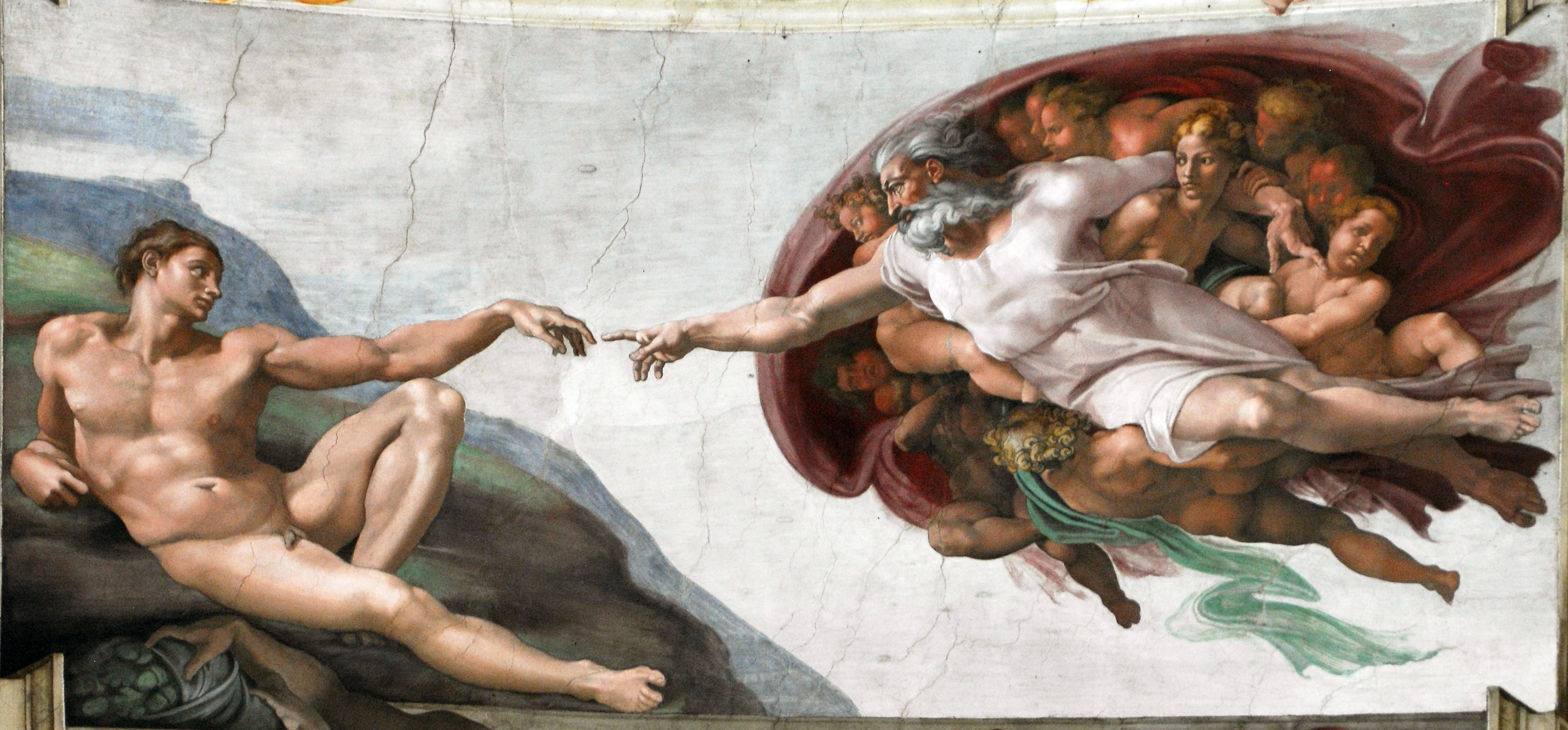
『アダムの創造』（1508年 - 1512年）
システィーナ礼拝堂（ヴァチカン）

ユリウス2世の霊廟制作途中にミケランジェロは、その完成までに約4年を費やすことになるシスティーナ礼拝堂の天井画制作をユリウス2世に引き受けさせられた。ミケランジェロ自身の記録によれば、ドナト・ブラマンテとラファエロが、ミケランジェロのことをよく知らないにもかかわらず、ユリウス2世に推薦したとされている。さらに、自身は彫刻家であるとの自負を持っていたミケランジェロにとって、システィーナ礼拝堂天井画制作は好ましい仕事ではなく、当時フレスコ画家の第一人者として絶頂期にありユリウス2世お気に入りの画家だったラファエロに比べると不快な経験だったとされている。しかしこれらのエピソードは、現存する当時の資料から現在の美術史家たちに疑問視されており、ミケランジェロ側からの一方的な見方にすぎないと考えられている。
もともとミケランジェロに与えられた計画は、システィーナ礼拝堂の天井に空を背景とした十二使徒を描くというものだった。しかしミケランジェロはこの当初計画を破棄し、『創世記』のエピソードをもとにした人類の堕天と救済を、預言者たちとキリストの家系に連なる人々によって描きだすという、はるかに複雑な構成を採用した。そしてこの天井画は、ペルジーノ、サンドロ・ボッティチェッリ、ギルランダイオらの壁画、そして後年にミケランジェロが描いた祭壇画『最後の審判』などとともに、ローマ・カトリック教会の教義を描きだすという壮大な計画の一部を担う作品となっている。
システィーナ礼拝堂天井画は『創世記』の九つのエピソードを主題として構成されており、描かれている人物像は300を超えている。これらのエピソードはさらに、「天地創造」、「アダムとイヴ」、「ノアとその一族に仮託した人類の現状」の三つに大別できる。天井を支えるペンデンティヴ部分には、キリスト降誕を予言したとされる男女である、7人の預言者と5人の巫女が描かれている。このシスティーナ礼拝堂天井画では『アダムの創造』、『原罪と楽園追放』、『大洪水』、『イザヤ』、『クマエの巫女』などが有名で、その他、窓の周りにはキリストの祖先とされている人物が描かれている。

### メディチ家出身のローマ教皇との関係

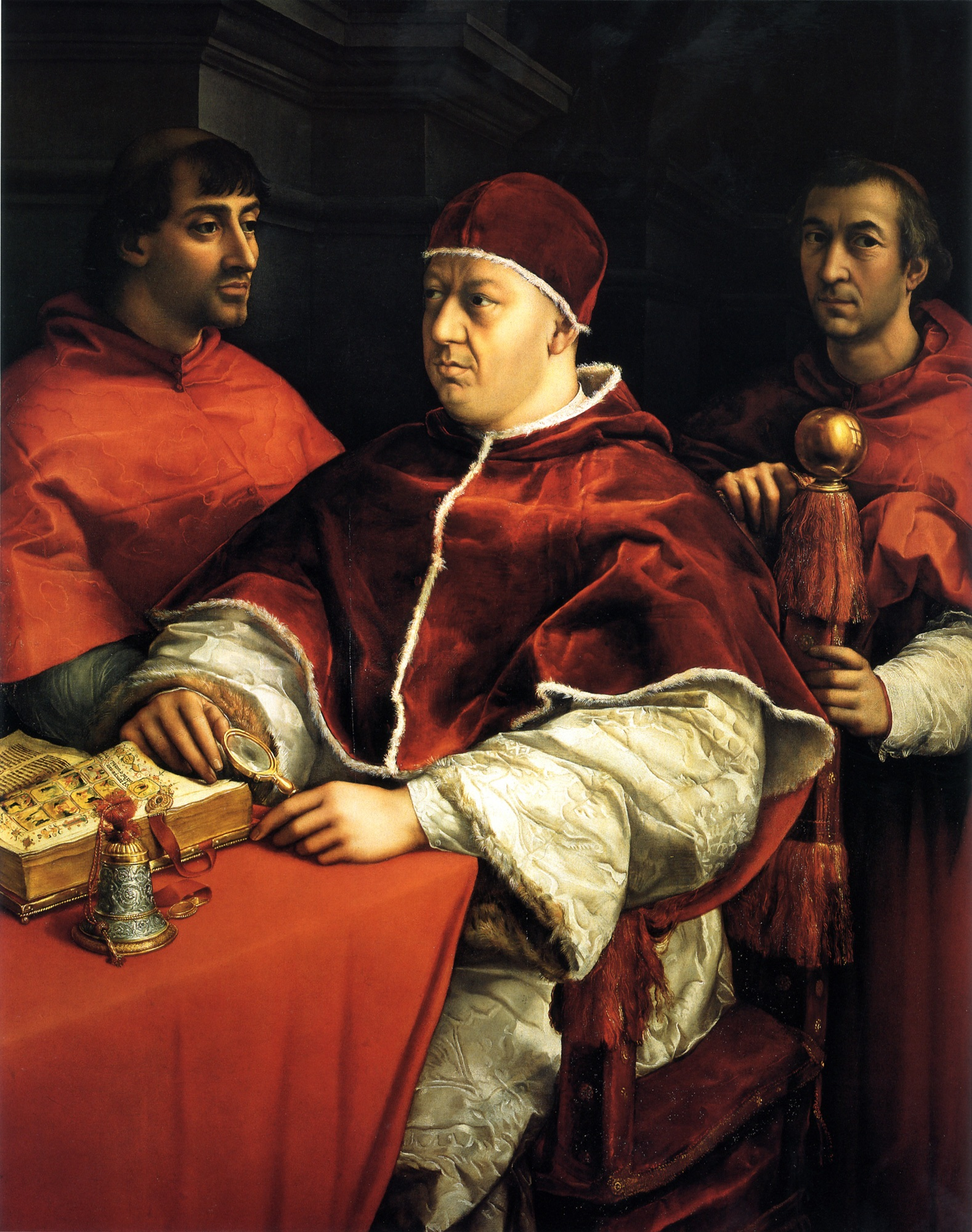
『ローマ教皇レオ10世』（1518年 - 1519年）、ラファエロ
ウフィツィ美術館（フィレンツェ）
左に描かれている枢機卿は後のクレメンス7世であるジュリオ・デ・メディチである。

1513年に教皇ユリウス2世が死去し、後継のローマ教皇にレオ10世が選出された。レオ10世はロレンツォ・デ・メディチの次男ジョヴァンニ・デ・メディチであり、ミケランジェロとは全くの見知らぬ他人というわけではなかった。このような背景のなかで、レオ10世が、未完成のままだったメディチ一族の教会サン・ロレンツォ大聖堂のファサード再建と彫刻による装飾をミケランジェロに依頼するのはごく自然なことだった。ミケランジェロの前任者フィリッポ・ブルネレスキは、大聖堂の内装は完成させていたが、ファサードは未完成のまま死去していた。ブルネレスキの作業を引継がせるにあたってレオ10世は何人かの建築家を招いており、必ずしもミケランジェロが第一人者ではなかったが、1518年になってレオ10世はミケランジェロに一任している。ミケランジェロにとって、このサン・ロレンツォ大聖堂のファサード建築が建築家として事実上の初仕事であり、過去に大規模な建設作業計画の作成や見積などの経験はなかった。ミケランジェロはこの作業を担当するに当たって、イタリア北部の都市カッラーラの採石場に足を運び、産する石材を試掘している。そして2年をかけて工程表を作成し、切り出す石材の選別、大理石搬出の指揮などの計画を立てた。大聖堂の円柱、コーニスなどに使用された建築用大理石は、それまでミケランジェロが彫刻に用いていた大理石とはまったく異なるものだった。
ミケランジェロはファサードのデザインや計画作成に3年を費やしており、カッラーラだけではなく、ピエトラサンタにもこの事業のために新しく大理石採石場を設けることも決定していた。しかしフィレンツェへと大理石を運ぶ道路の整備が捗らず、計画全体が遅延し始めた。このためレオ10世は採石場をセラヴェッツァへと変更することを要求したが、当時のセラヴェッツァの採石場は放棄されており、石工もおらず道路も整備されていない場所だった。これらの問題に関するミケランジェロの意見は無視され、一方的に採石場をセラヴェッツァへと変更する指示がなされた。カッラーラとの石材購入契約を破棄したとして、不当にもミケランジェロが非難される結果となり、ミケランジェロとレオ10世の間で論争となっている。結局サン・ロレンツォ大聖堂のファサード再建は、3年間の遅延の後に放棄されてしまった。以来、現在にいたるまでサン・ロレンツォ大聖堂にはファサードは設置されておらず、レオ10世がファサードを放棄した理由については歴史家の間でも大きな謎となっている。
レオ10世は1521年に急死し、後継のハドリアヌス6世も教皇就任後1年足らずで死去した。ハドリアヌス6世の後を襲ったのは、レオ10世の従弟にあたるメディチ家出身のクレメンス7世だった。クレメンス7世はミケランジェロにとって最重要なパトロンの一人となっていった。クレメンス7世はミケランジェロを気に入って寵愛したが、ミケランジェロのほうは自分が関心のあることにしか興味を示さない身勝手な芸術家のままだった。
ローマ略奪に後押しされたフィレンツェ市民は、1527年に再びメディチ家を追放してフィレンツェ共和国の再興を図ったが、政情はなお混沌としており、ミケランジェロも愛するフィレンツェのために要塞建築監督の任にあたった。しかし、1530年に神聖ローマ皇帝カール5世がフィレンツェを陥落させ、このときにメディチ家もフィレンツェへと帰還して往年の権力を取り戻し、公爵位を獲得した。メディチ公爵家のフィレンツェ施政は苛烈なもので、メディチ家礼拝堂の制作途中だったミケランジェロも、礼拝堂を完成するに足る弟子を残して、自身は1530年代半ばにフィレンツェを離れている。

### 『最後の審判』と晩年

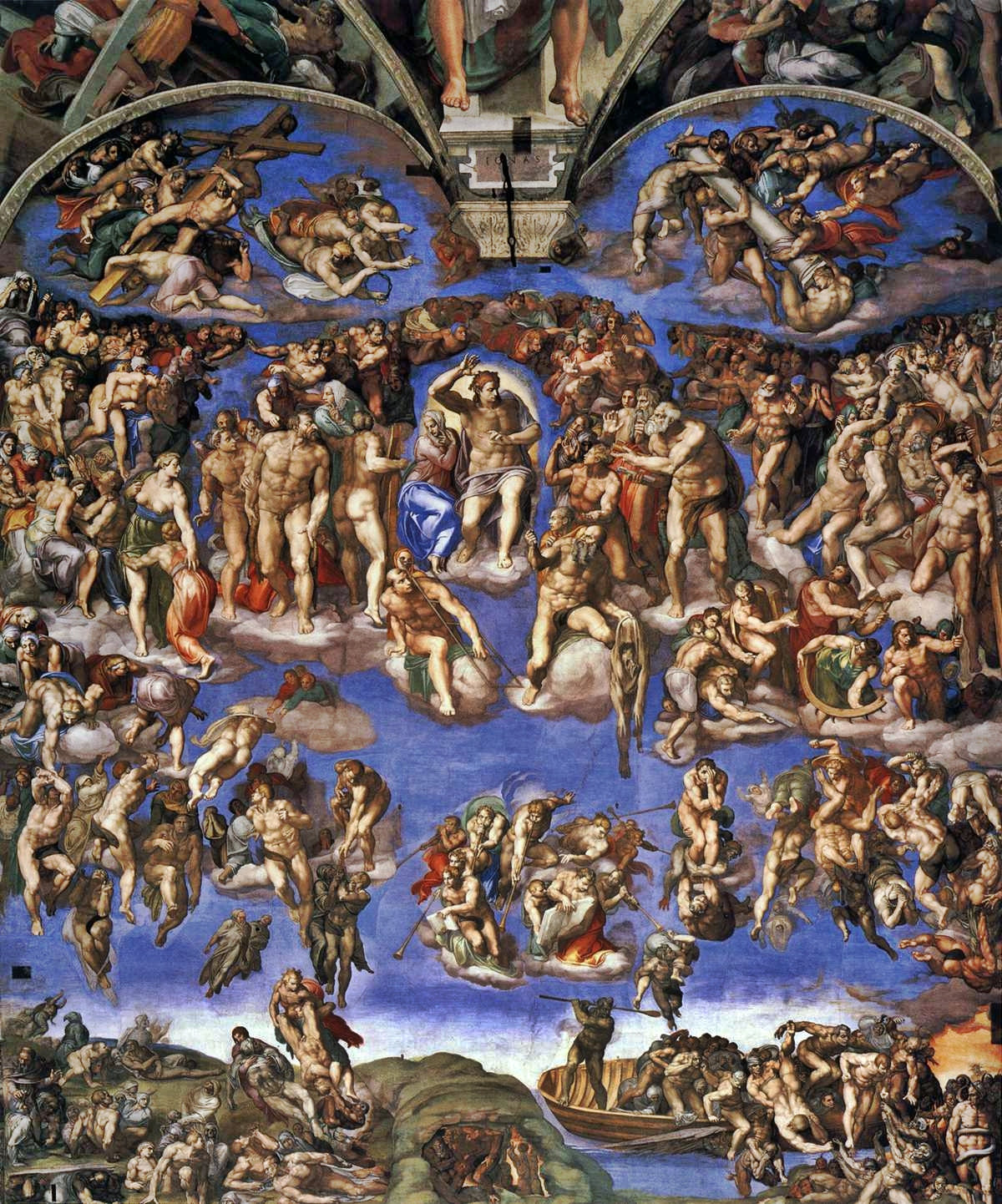
『最後の審判』（1541年 - 1547年）
システィーナ礼拝堂（ヴァチカン）

システィーナ礼拝堂の祭壇壁画である、フレスコで描かれた『最後の審判』は、メディチ家出身のローマ教皇クレメンス6世の注文による絵画だが、クレメンス6世はミケランジェロとの制作契約が締結されて間もなく死去している。メディチ家支配下のフィレンツェを離れたミケランジェロはローマに落ち着くことに決め、1505年に作業を開始したまま、半ば放置していたローマ教皇ユリウス2世の霊廟の完成に集中しようとしていた。しかしながらクレメンス6世の後を襲ったローマ教皇パウルス3世もこの祭壇画制作の続行を望み、ミケランジェロはユリウス2世の霊廟制作を中断してシスティーナ礼拝堂のフレスコ壁画に取りかからざるを得なかった。

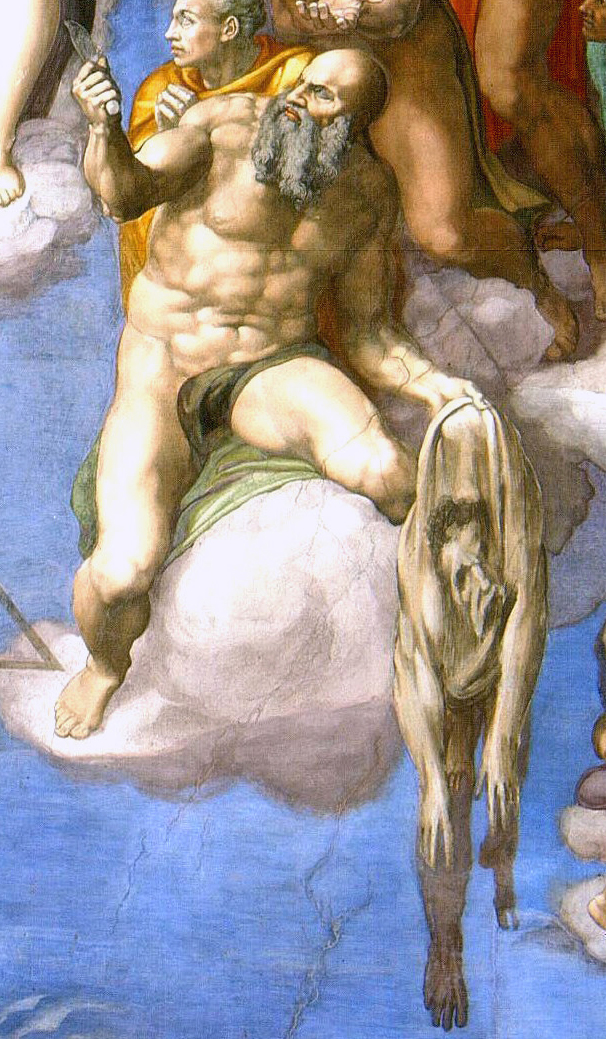
『最後の審判』の拡大画像（1537年 - 1541年）
システィーナ礼拝堂（ヴァチカン）
聖バルトロマイが手にしている自身の皮は、頭部がミケランジェロの自画像だとされている。

ミケランジェロは1541年から1547年10月まで、この困難な壁画制作に従事した。『最後の審判』はシスティーナ礼拝堂の主祭壇の背後の壁一面に描かれた、1370cm×1200cmにおよぶ非常に大規模な作品で、キリストの再臨と現世の終末を、天使に囲まれたキリストが生前の行いによって人々の魂を裁いている情景で描いている。『最後の審判』に描かれているキリストの位置は、15世紀のイタリア人画家メロッツォ・ダ・フォルリが1480年ごろにローマのサンティ・アポストリ教会に描いた天井フレスコ画『キリスト昇天』に影響を受けている。
当初ミケランジェロが完成させた『最後の審判』は、キリストも聖母マリアも裸体で表現されていた。裸体が不信心、不道徳であるとして、カラファ枢機卿（後のローマ教皇パウルス4世）とマントヴァ公国公使セルニーニが、壁面から除去するなどの処置を講じるべきだと主張したが、パウルス3世はこれに応じなかった。しかし、ミケランジェロの死後に、裸体で描かれた人物の局部を隠すことが決定された。この仕事を任され、『最後の審判』の人物像の局部に下穿きを描いたのが、ミケランジェロのもとで絵画を学んでいたダニエレ・ダ・ヴォルテッラである。その後、1993年に『最後の審判』が修復されたときにも、ダ・ヴォルテッラが加筆した下穿き部分が全て除去されたわけではなかった。これは、歴史的資料として一部保存するという意味合いと、後世の画家たちの「慎み深い」加筆によってミケランジェロのオリジナル部分がすでに削り取られて失われていたことによる。ナポリのカポディモンテ美術館には、マルチェッロ・ヴェヌスティが描いた、修正前の『最後の審判』の模写が所蔵されている。

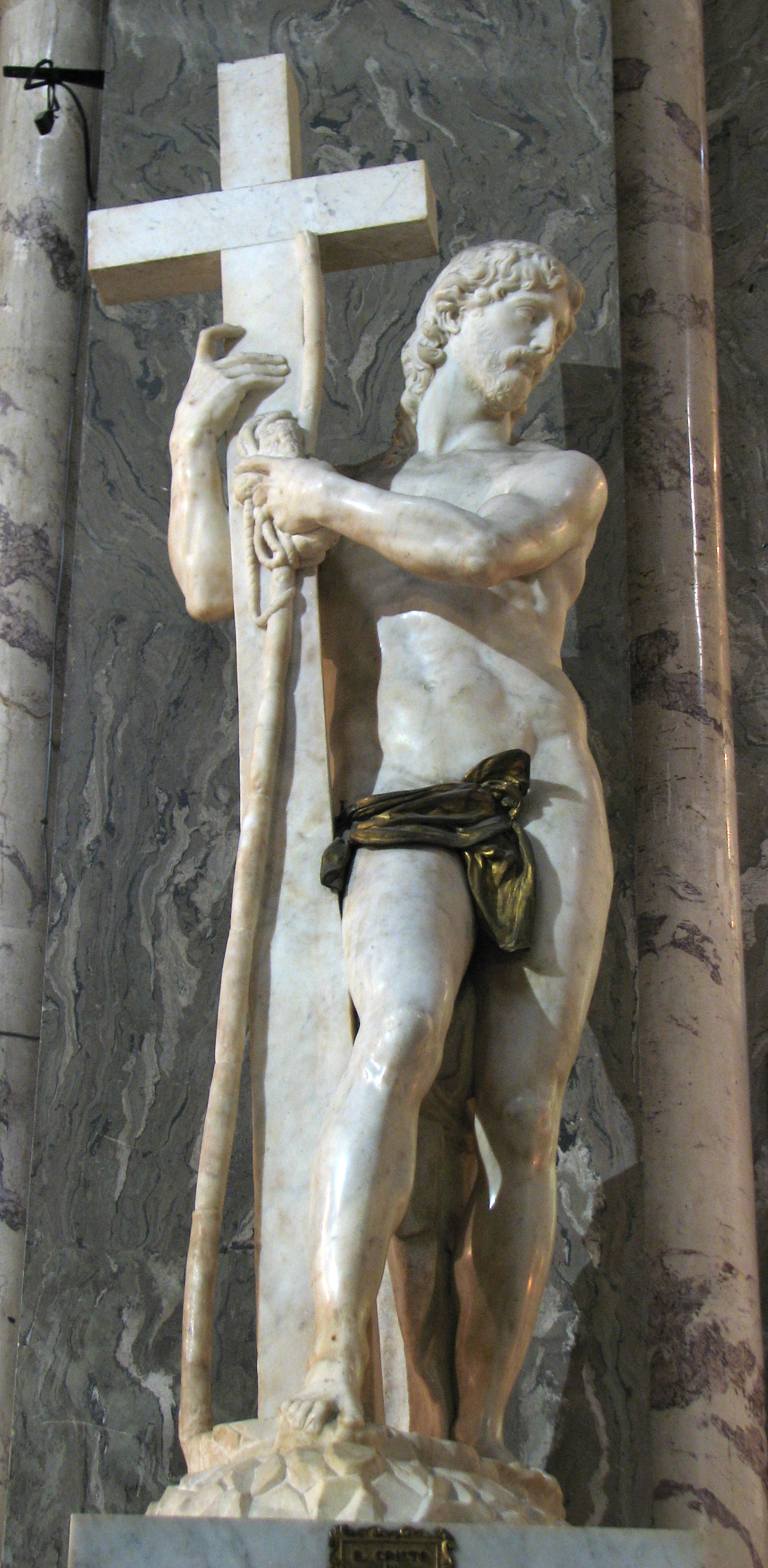
『ミネルヴァのキリスト』（1521年）サンタ・マリア・ソプラ・ミネルヴァ教会（ローマ）
股間を覆う布の彫刻は後世になってから付け加えられた。

道徳的、宗教的な検閲はミケランジェロについてまわり、「わいせつ美術の考案者 (inventor delle porcherie )」とまでいわれたこともあった。16世紀の対抗宗教改革が推進した、絵画や彫刻の裸身を隠そうと試みる悪名高き「イチジクの葉運動」は、ミケランジェロの作品が契機となって開始されたものである。大理石彫刻『ミネルヴァのキリスト』（1521年、ローマ、サンタ・マリア・ソプラ・ミネルヴァ教会）の下半身には彫刻に布が後からかぶせられており、現在に至るまでこの状態で所蔵されている。さらに、彫刻『ブルッヘの聖母』（1501年 - 1504年、ブルッヘ、聖母教会）の、裸体の幼児キリストには数世紀にわたって覆いがかけられていた。また、ロンドンのヴィクトリア&アルバート博物館キャストコート展示室が所蔵するダビデ像の複製彫刻の背後には箱に納められた「イチジクの葉」があり、女性王族が気を悪くしないようにダビデ像の局部を隠すために使用されていた。
1546年にミケランジェロは、それまでブラマンテ、ラファエロらが40年以上にわたって続けてきた、ヴァチカンのサン・ピエトロ大聖堂改築の設計とドームのデザインを一任された。最終的にミケランジェロはドームの完成を待たずしてこの世を去っているが、存命時にはドーム下部と支持環まで着工済みであり、ドーム全体の基本的なデザインはすでに完成していた。ミケランジェロは1564年、88歳でローマで死去した。フィレンツェを愛したミケランジェロの遺言どおりに、遺体はローマからフィレンツェへと運ばれて、サンタ・クローチェ聖堂に埋葬された。

### 遺作の発見
2007年12月7日にバチカン秘密文書館で、ミケランジェロがその没年の1564年に赤いチョークで描いたサン・ピエトロ大聖堂のデザイン・スケッチが発見された。ミケランジェロは自身でスケッチを破棄していたため、現存するサン・ピエトロ大聖堂のデザイン・スケッチは極めて稀少なものである。このスケッチには、半球の屋根（クーポラ）を支える放射状の柱の構成計画が描かれていた。

### 真贋が疑われている作品
ミケランジェロの作品とされるものには多くの真贋論争がある。有名な作品としては、フィレンツェのアカデミア美術館が所蔵する彫刻『パレストリーナのピエタ』や、フォートワースのキンベル美術館が近年購入した『聖アントニウスの苦悩』などがある。1996年にニューヨークのフランス大使館でミケランジェロ作として「再発見」され、現在はメトロポリタン美術館に貸与されているキューピッドの彫刻も、真贋がはっきりとしていない作品である。

## 建築作品

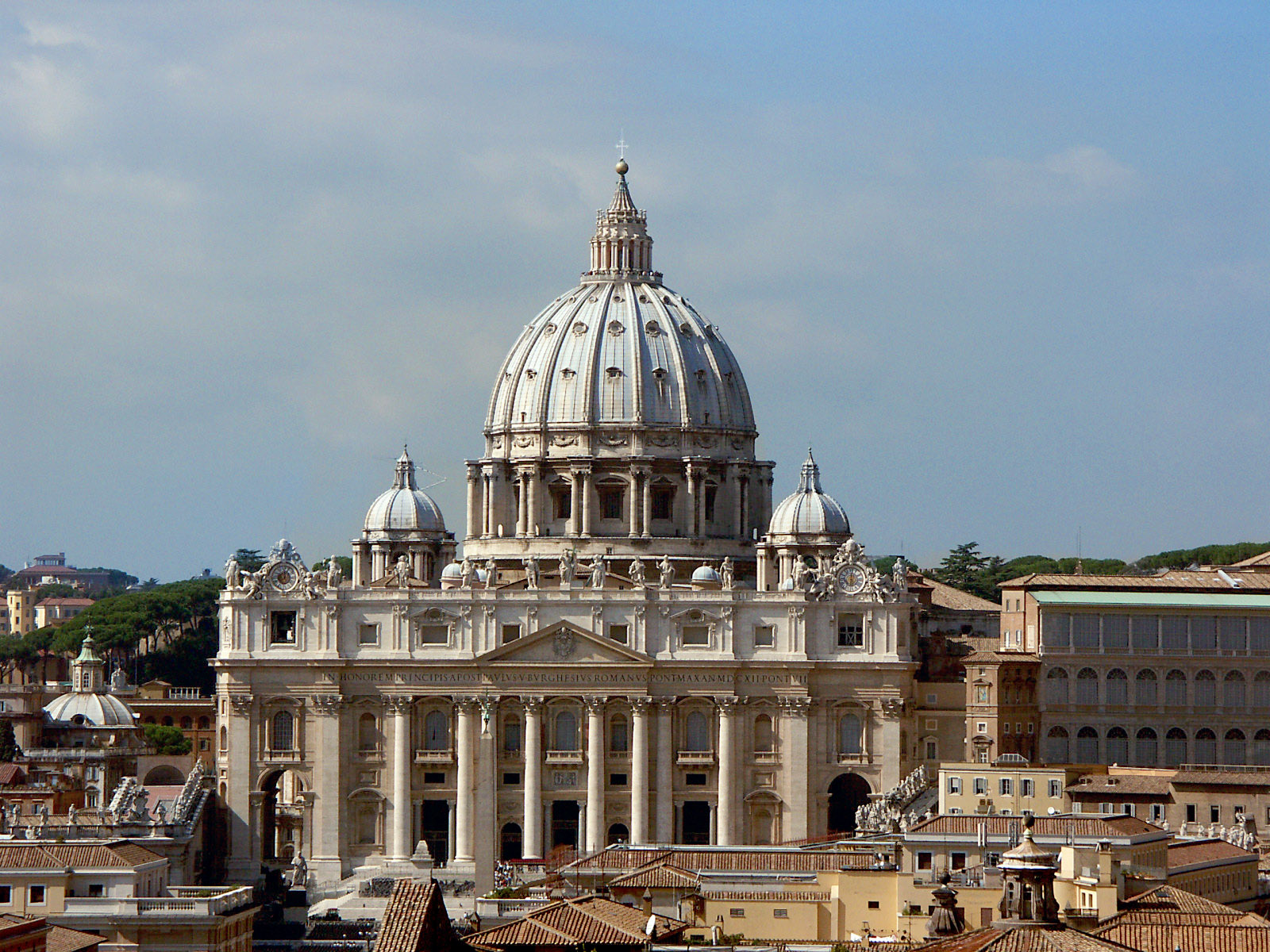
ミケランジェロが設計したサン・ピエトロ大聖堂のドーム。

ミケランジェロには別人が始めた計画を引き継いだ建築物も多く、それらの中でも最も有名なのがブラマンテ、ラファエロらの作業を受け継いだローマのサン・ピエトロ大聖堂である。カンピドリオ広場の、建物と空間とで明快に表現された設計も、ミケランジェロがサン・ピエトロ大聖堂と同時期に手がけたものである。カンピドリオ広場は正方形ではなく菱形で構成されており、このことが見かけ上の遠近感を弱める役割を果たしている。
フィレンツェでミケランジェロが建築に関わった有名な建物としては、サン・ロレンツォ大聖堂の未完に終わったファサード、同じくサン・ロレンツォ大聖堂付属のメディチ家礼拝堂、ラウレンツィアーナ図書館、要塞などがある。
ローマでは、サン・ピエトロ大聖堂、ファルネーゼ宮殿（パラッツォ・ファルネーゼとも。1530～46年）や、サン・ジョヴァンニ・ディ・フィオレンティーニ教会、サンタ・マリア・マッジョーレ大聖堂スフォルツァ家礼拝堂、ポルタ・ピア、サンタ・マリア・デリ・アンジェリ・エ・デイ・マルティーリ大聖堂、パラッツォ･デル･セナトーレ（ローマ、カンピドリオの丘、1592年～）などがある。

### ラウレンツィアーナ図書館

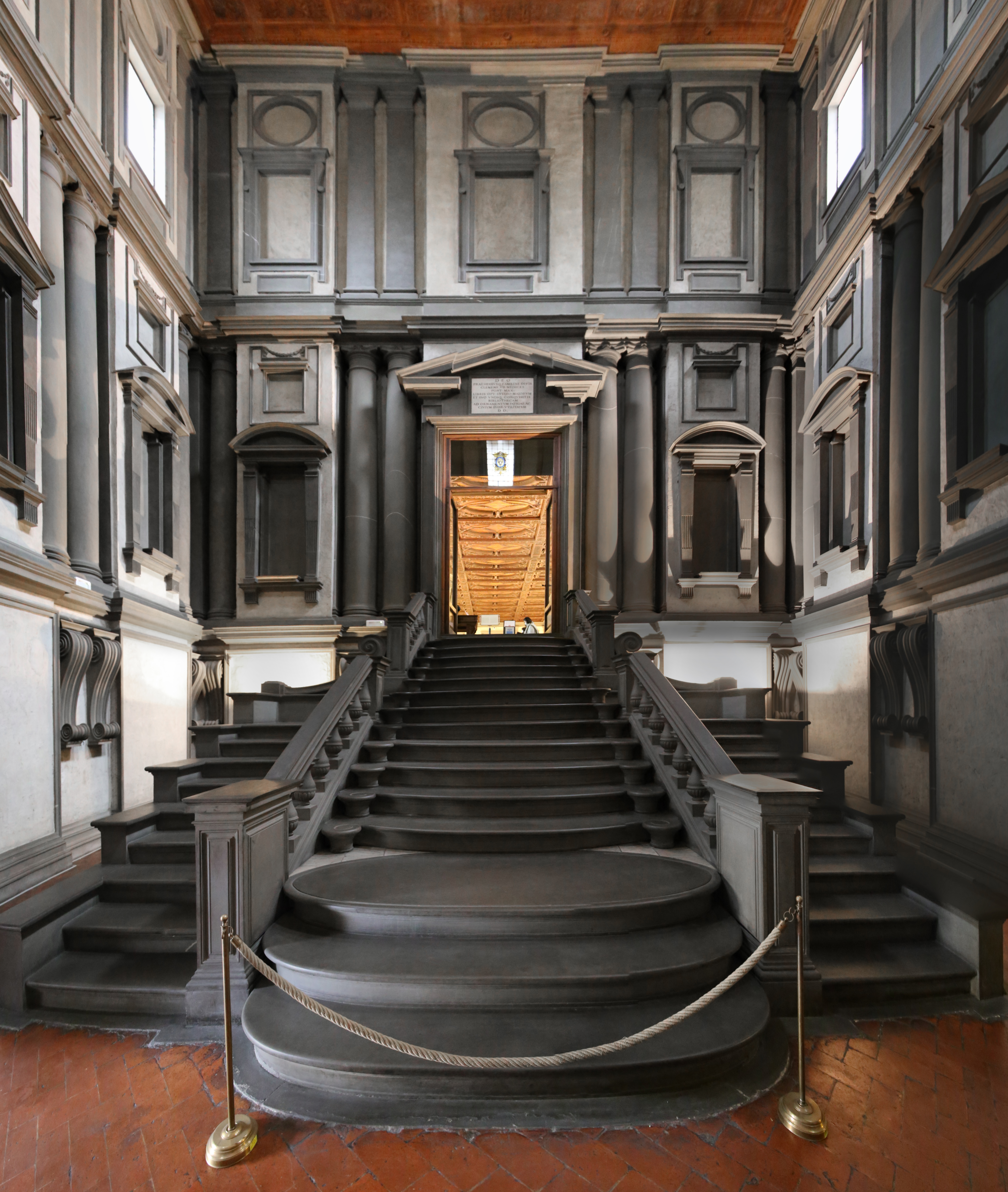
ラウレンツィアーナ図書館の階段と付柱

メディチ家の私設図書館を欲したローマ教皇クレメンス7世の依頼で、ミケランジェロがフィレンツェのサン・ロレンツォ大聖堂付属ラウレンツィアーナ図書館の設計を開始したのは1523年ごろである。下部に行くにつれて細くなっていく装飾用の付柱や直線と曲線が組合された階段など、新しい要素を設計に取り入れている。その後13年の間、ミケランジェロは設計作業を断続的に進め、図書館が完成、開館したのはミケランジェロの死後、1571年になってからだった。現在では、このラウレンツィアーナ図書館はマニエリスム様式の代表的建築物と見なされている。

### メディチ家礼拝堂
サン・ロレンツォ大聖堂でミケランジェロはメディチ家礼拝堂の設計も手がけ、構成はミケランジェロに一任された。メディチ家礼拝堂は「君主の礼拝堂 (Cappella dei Principi )」と「新聖具室 (Sagrestia Nuova )」で構成され、内部にはメディチ一族に捧げられた記念碑が存在している。ミケランジェロはこの礼拝堂の完成を見ずにフィレンツェを離れており、礼拝堂は最終的にミケランジェロの弟子たちの手によって仕上げられた。メディチ家の墓所としても使用されている新聖具室の入り口には、壁際にロレンツォとジュリアーノのメディチ家兄弟の墓所として用意された2つの霊廟がある。霊廟は一日の時間帯を表現した裸体の人物彫刻で飾られており、ロレンツォの側には『夕暮』と『曙』が、ジュリアーノの側には『夜』と『昼』が、それぞれ存在する。さらにロレンツォの霊廟には『聖母子』と、メディチ家の守護聖人である聖コスマスと聖ダミアンの彫刻で飾られており、この『聖母子』はミケランジェロ自身の作品である。ミケランジェロが彫刻と内装計画の両方を担当した仕事のなかでも、サン・ロレンツォ大聖堂メディチ家礼拝堂の聖具室は、ミケランジェロの彫刻と建築の才能が総合的に発揮された好例といえる。また、1976年には聖具室の下に、壁にミケランジェロのドローイングがある隠し廊下が発見されている。

## 私生活
ミケランジェロの私生活は禁欲的なもので、弟子で画家、伝記作家のアスカニオ・コンディヴィに「自分は金持ちなのかもしれないが、つねに質素な暮らしを送っている」と語っている。コンディヴィは、ミケランジェロが食べ物や飲み物に無関心で「楽しむためではなく、単に必要にせまられて」食事をとり、「服を着たままで靴も履いたままで眠り込むことがよくあった」としている。このような習慣を持っていたこともあって、ミケランジェロは私生活で他人から好かれる性質ではなかった。ミケランジェロの伝記を書いたパオロ・ジョヴィオも「洗練されていない粗野な人柄で、その暮らしぶりは信じられないほどむさ苦しく、そうでなければ彼に師事する者もいたであろうに、結局は後世に弟子を残さなかった」と記している。ミケランジェロは本質的に孤独を好む陰鬱な性格で、人付き合いを避けて引き篭もり、周囲にどう思われようと頓着しない人物だった。

## 性的指向

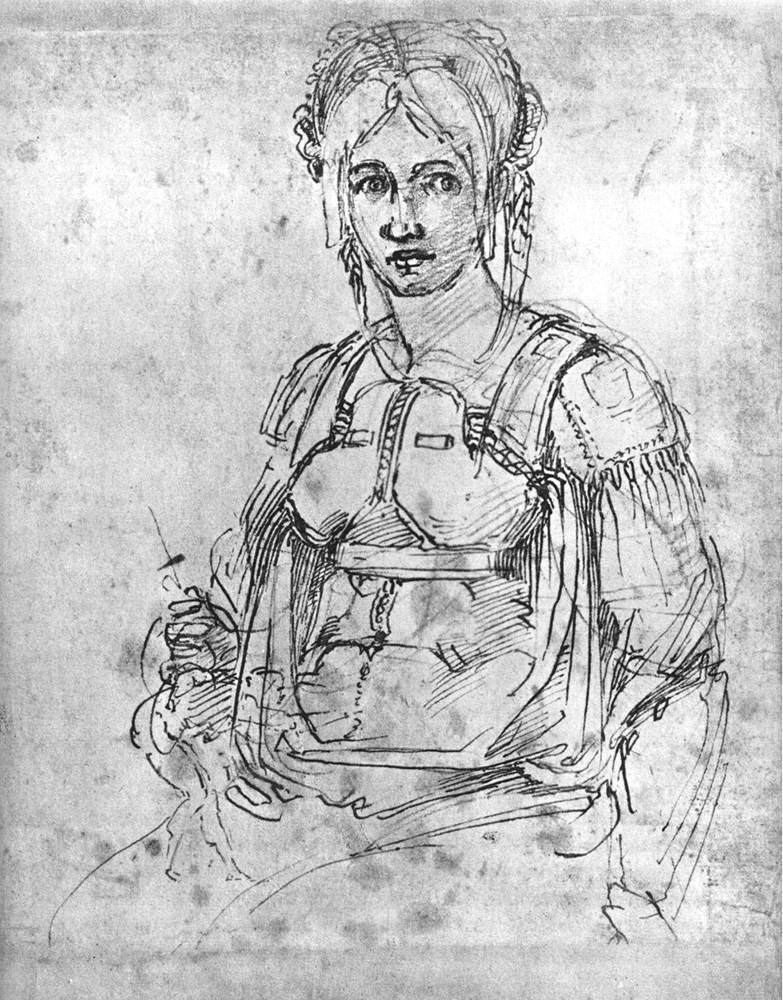
大英博物館が所蔵する、ヴィットリア・コロンナを描いたミケランジェロのドローイング。ミケランジェロ65歳、ヴィットリア50歳のときの作品と考えられている

アスカニオ・コンディヴィはミケランジェロが「修道僧のように貞節」と書いているが、ミケランジェロが持った肉体的交渉を明らかにすることは不可能である。しかしミケランジェロが残した詩文、美術作品から、その一端を垣間見ることができる可能性はある。
同性愛的傾向
ミケランジェロは300以上のソネットとマドリガーレを書いた。最も長い作品は1532年の、57歳のミケランジェロと出会ったときに23歳前後だったトンマーゾ・デイ・カヴァリエーリに捧げたものである。このソネットは、男性が他のひとりの男性に話しかける構成で書いたまとまった量の詩歌としては現存する最古のもので、男性にあてて多くのソネットを書いたシェイクスピアに先立つことおよそ50年となる。
他にもミケランジェロは友人だったチェッキーノ・デイ・ブラッチが、知り合って1年後に15歳で死去したときに、その死を悼むエピグラムを書いている。

ミケランジェロが同性愛的傾向のある詩歌を書いたことは、後世の人々に忌避感を持って受けとめられた。このため、甥の息子で同名のミケランジェロが、1623年に男女の性別を入れ替えた形でミケランジェロの詩歌集を出版している。そして1893年にイギリスの詩人、文芸評論家ジョン・アディントン・シモンズが英語訳版を出版するときまで、この性別の変更は元に戻されることはなかった。ただし、ミケランジェロに実際に同性愛的傾向が見られたかどうかについては証明されていない。「精神的恋愛感情を、無感動で洗練された筆致で表現した想像上の詩歌である。官能的とされる詩歌も上品で感受性が豊かであることの表出にすぎない」と断言する研究者もいる。
未亡人との恋
ミケランジェロは1536年か1538年にローマで知り合った、40歳代後半の詩人で貴族階級の未亡人ヴィットリア・コロンナに大きな愛情を抱いた。互いにソネットを送りあうなど、2人の交歓はヴィットリアが死去する1547年まで絶えることがなかった。アスカニオ・コンディヴィはミケランジェロが、ヴィットリアの手にキスをしたことはあったが、頬にキスをしなかったことが生涯唯一の後悔だと語っていたことを記している。

## 作品
- 作品一覧がイタリア語版「Opere di Michelangelo」にある[48]。

### 彫刻

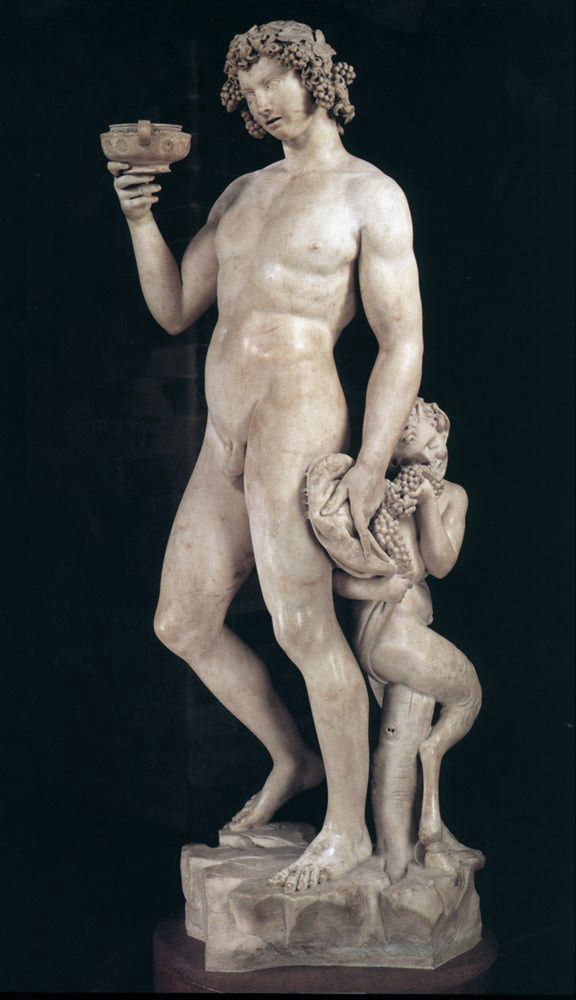
『バッカス像』（1497年） バルジェロ美術館（フィレンツェ）
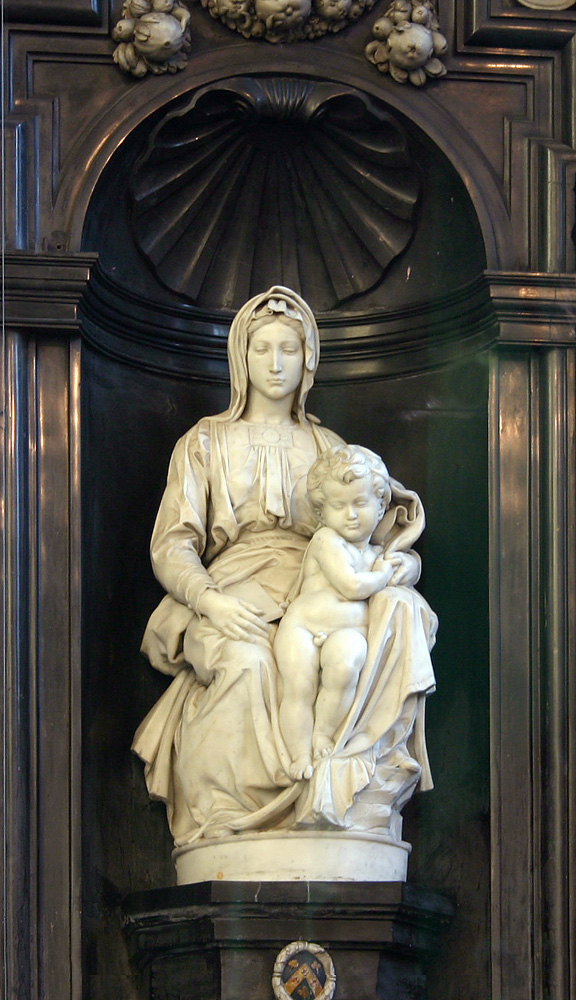
『ブルッヘの聖母子』（1501年 - 1504年） 聖母教会（ブルッヘ）
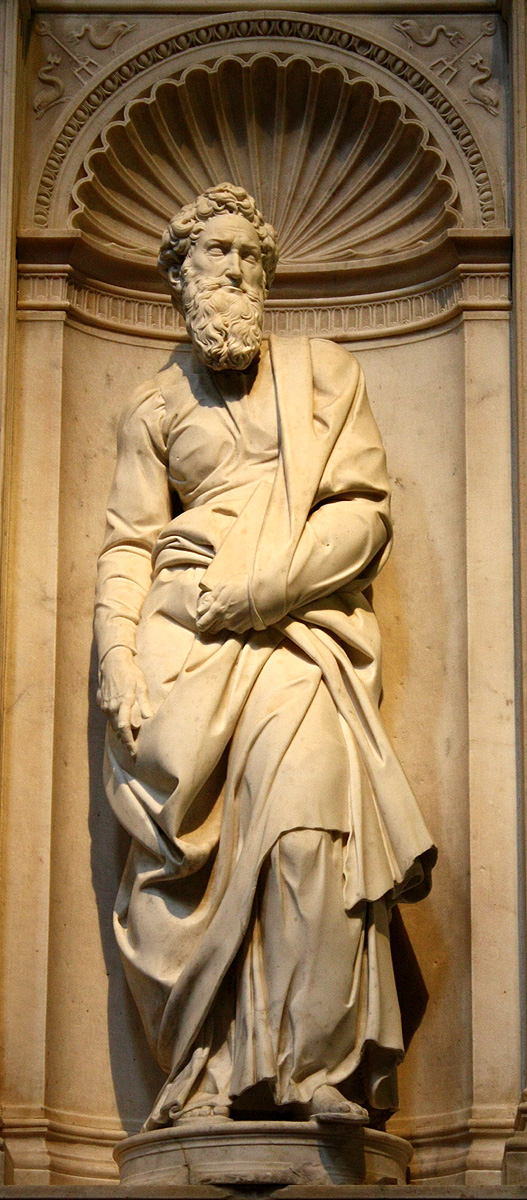
『聖パウロ』（1503年 - 1504年） シエナ大聖堂（シエーナ）
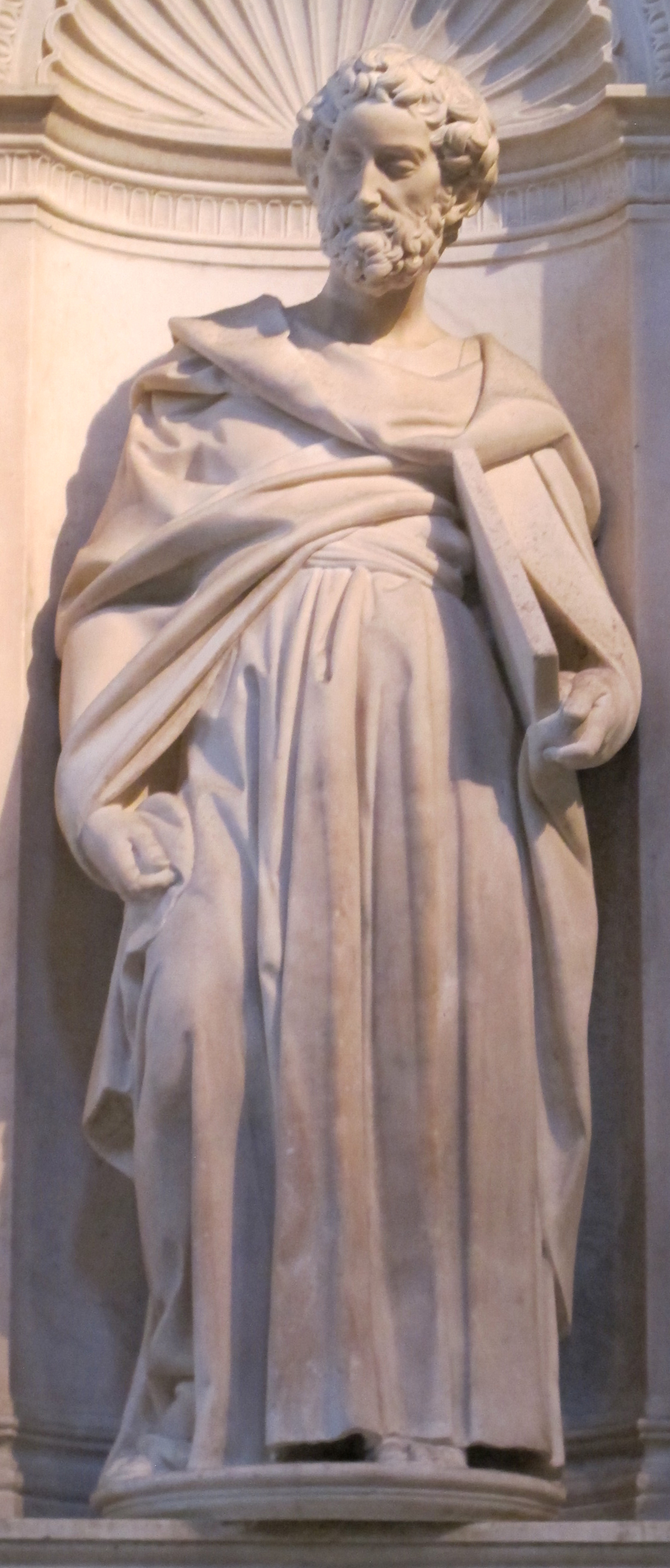
『聖ペテロ』（1503年 - 1504年） シエナ大聖堂（シエーナ）
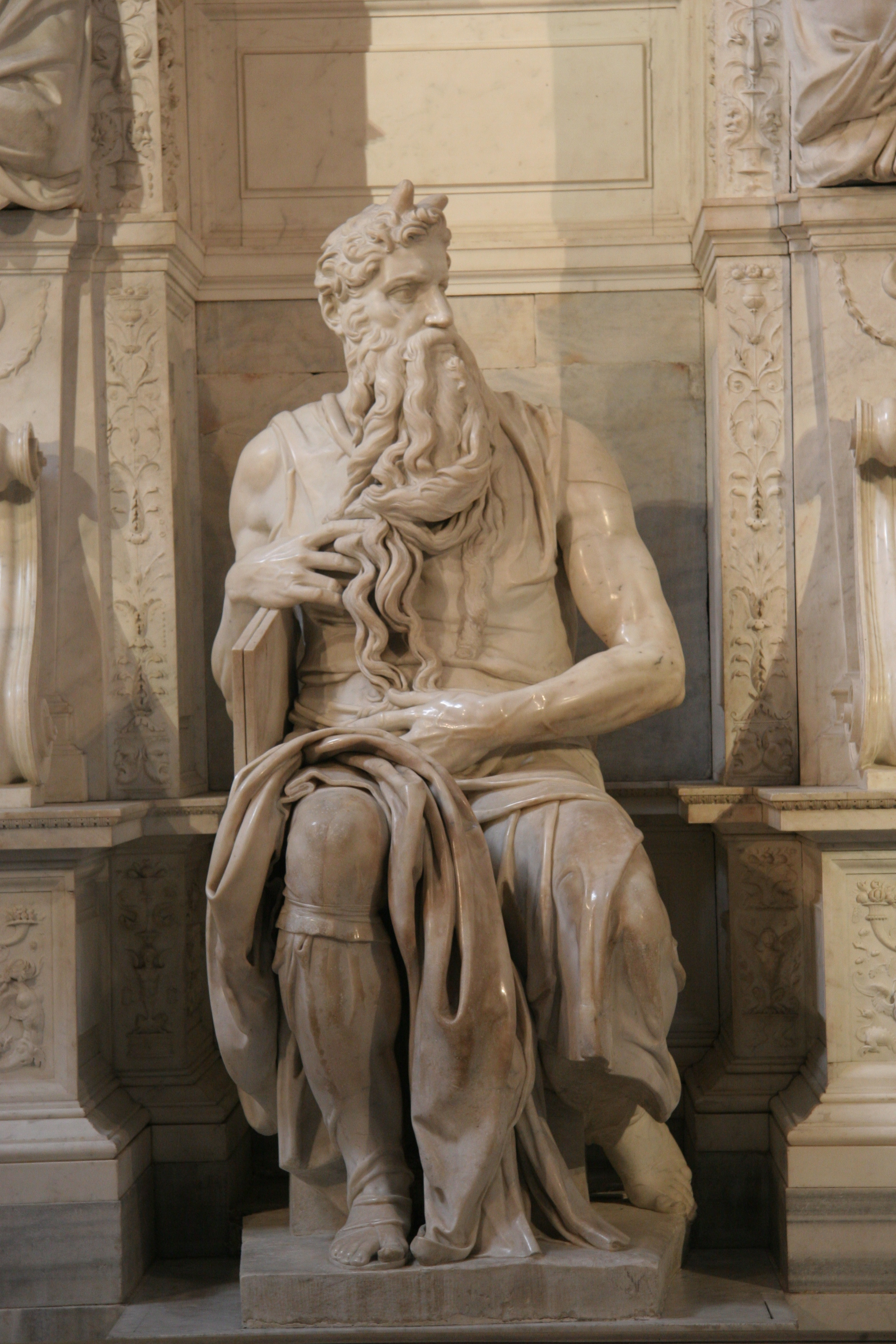
『モーゼ』ローマ教皇ユリウス2世霊廟の彫刻（1513年 - 1515年頃） サン･ピエトロ・イン・ヴィンコリ（ローマ）
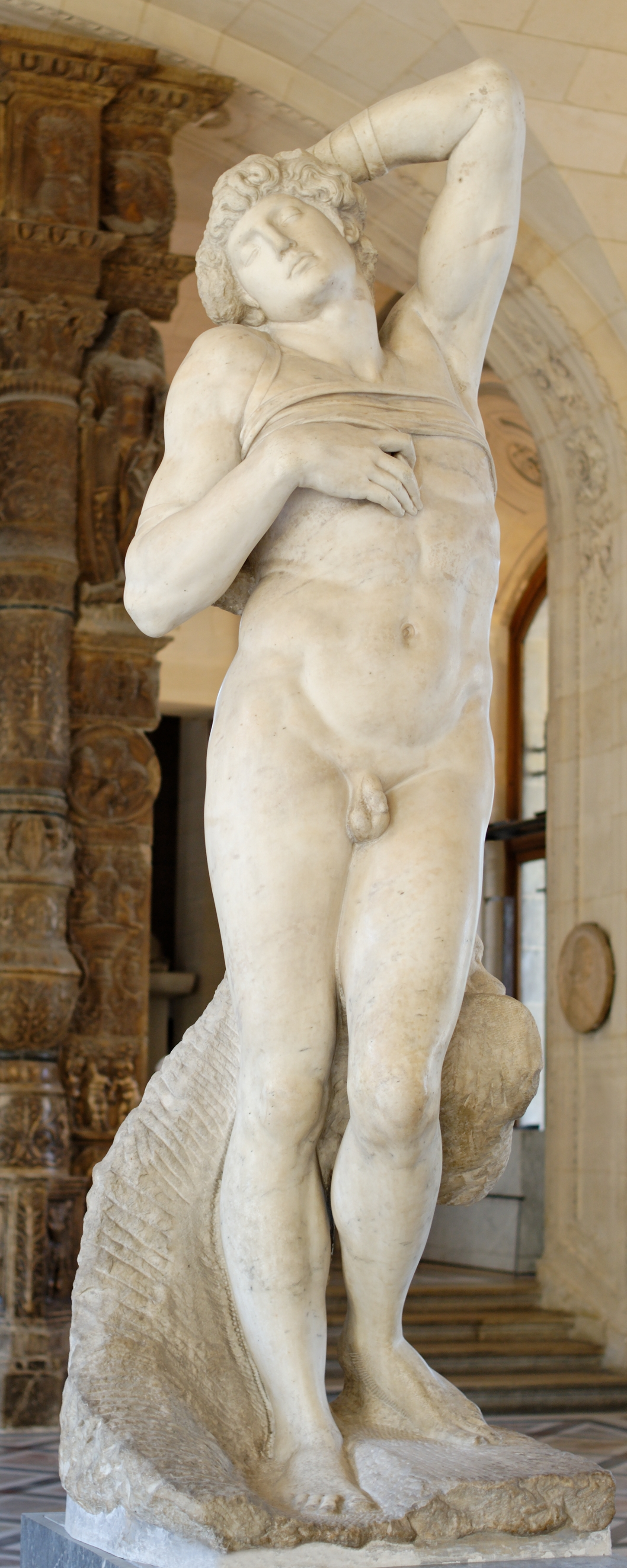
『瀕死の奴隷』（1513年 - 1515年） ルーヴル美術館（パリ）

### 絵画

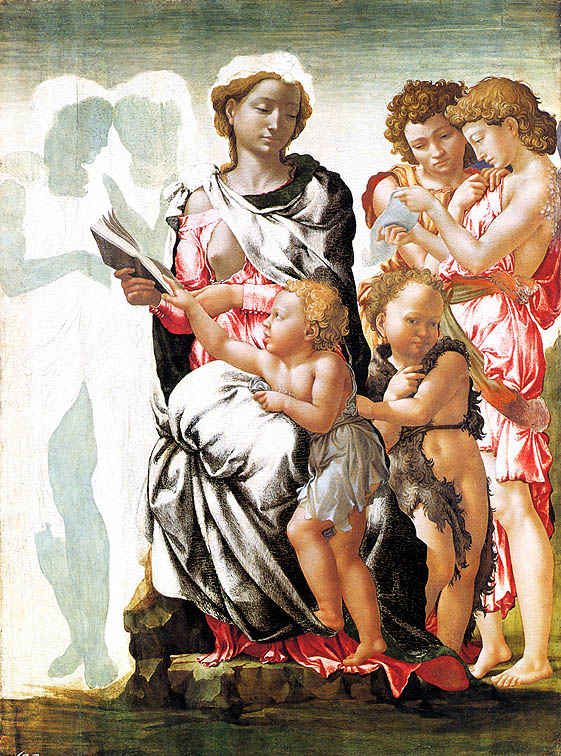
『マンチェスターの聖母』（1497年頃） ナショナル・ギャラリー（ロンドン）
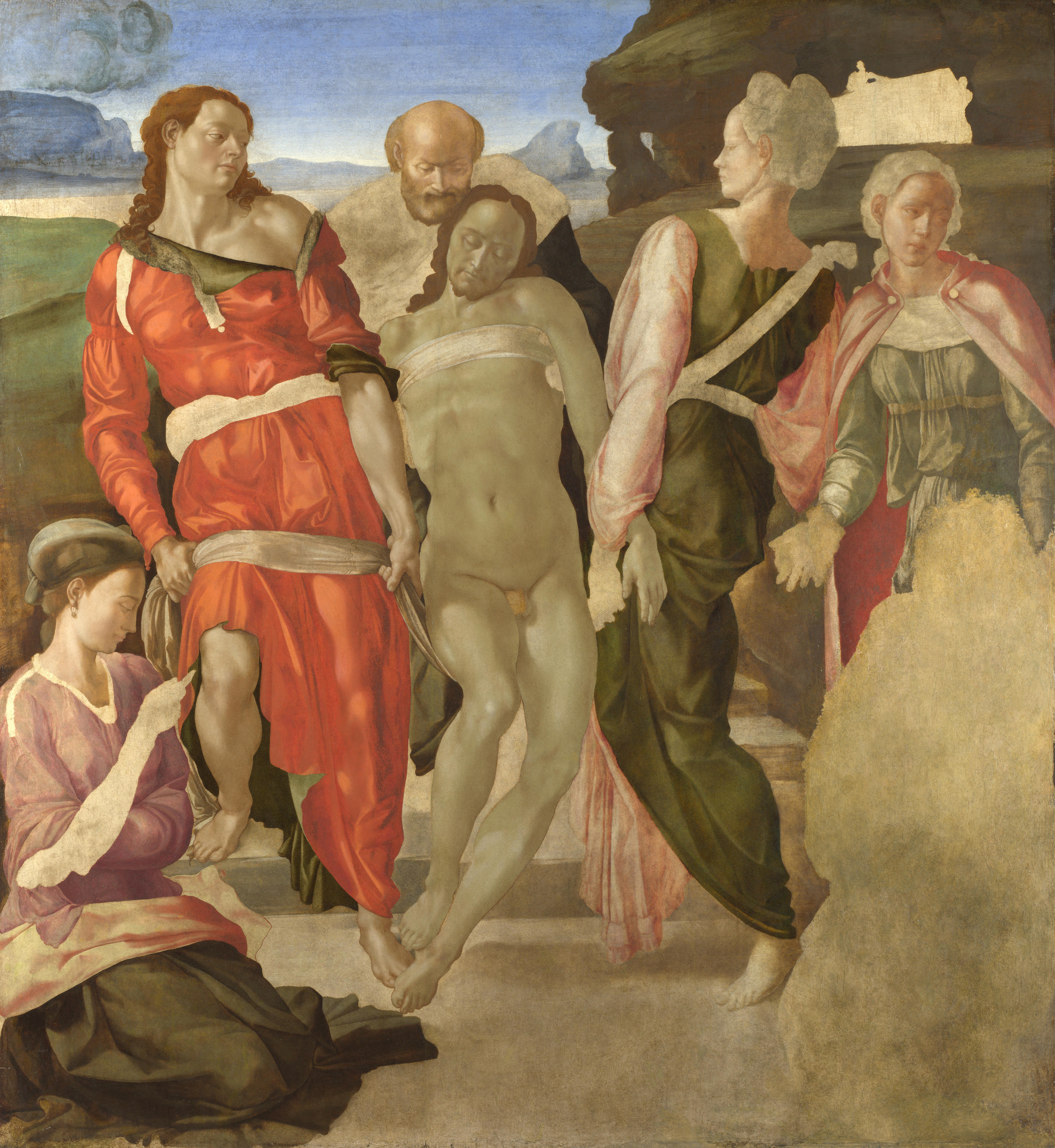
『キリストの埋葬』（1500年 - 1501年頃） ナショナル・ギャラリー（ロンドン）
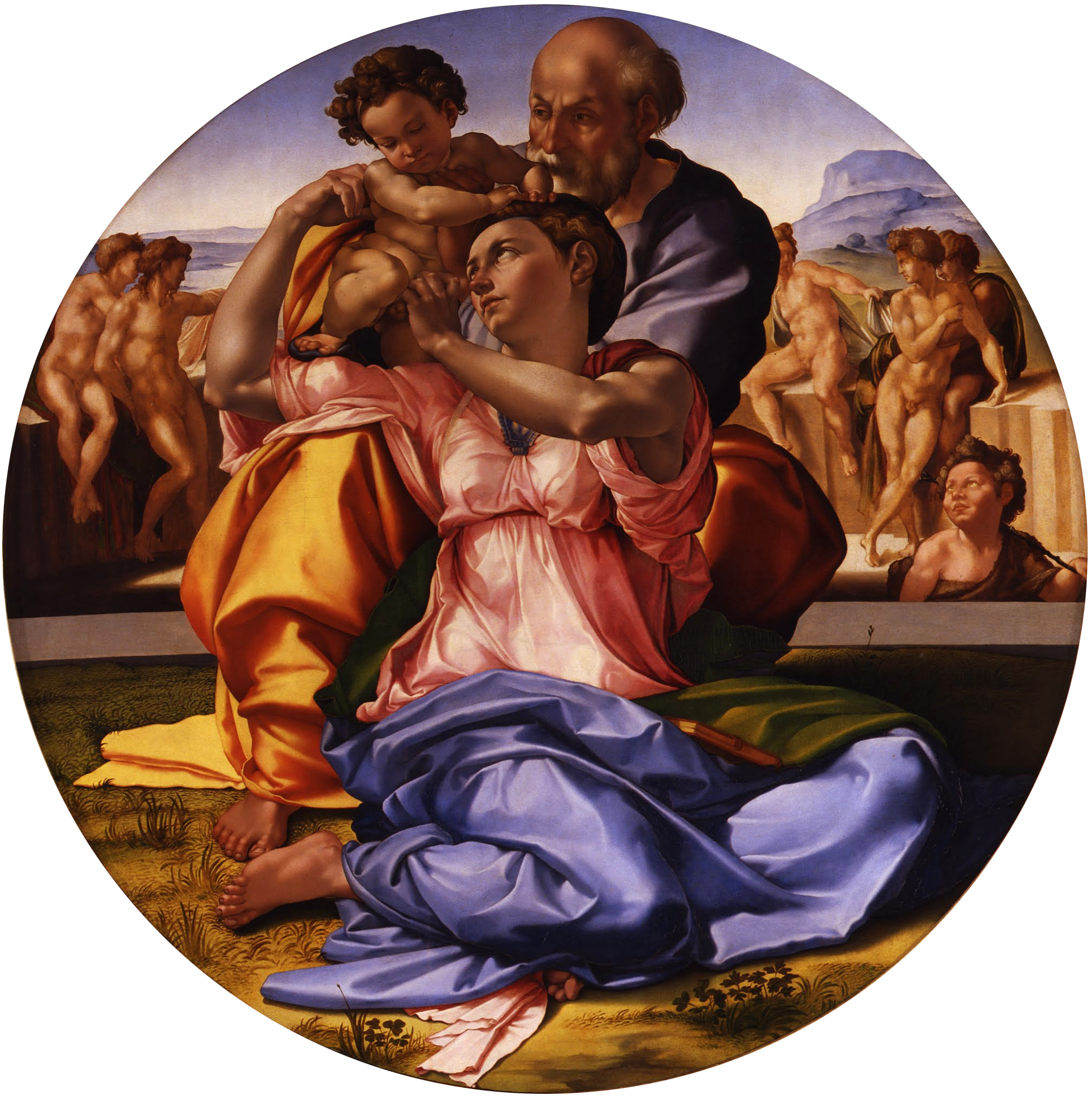
『聖家族』（1507年頃） ウフィツィ美術館（フィレンツェ）
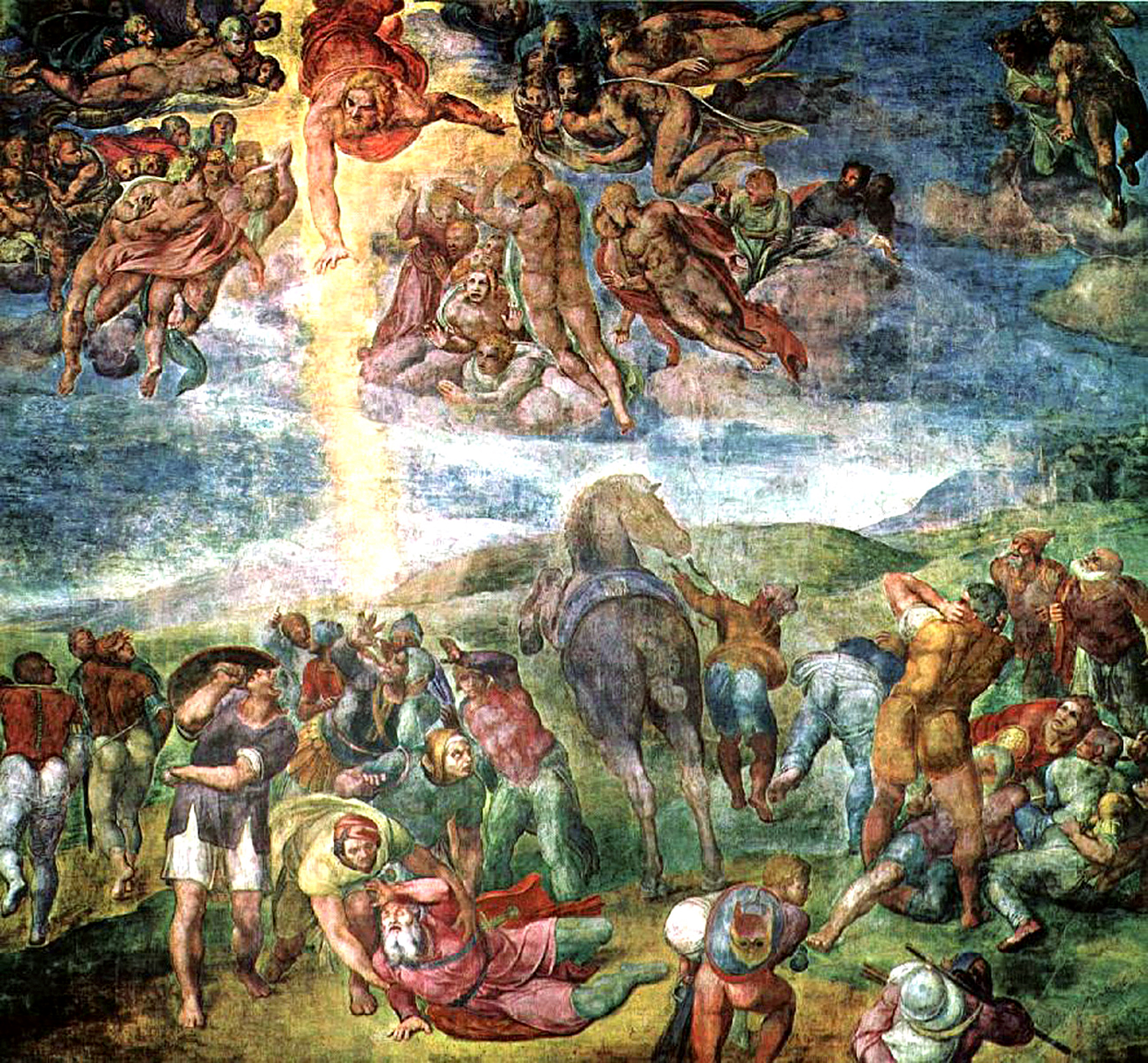
『サウルの改宗』（1542年 - 1545年頃） パオリナ礼拝堂（ヴァチカン）
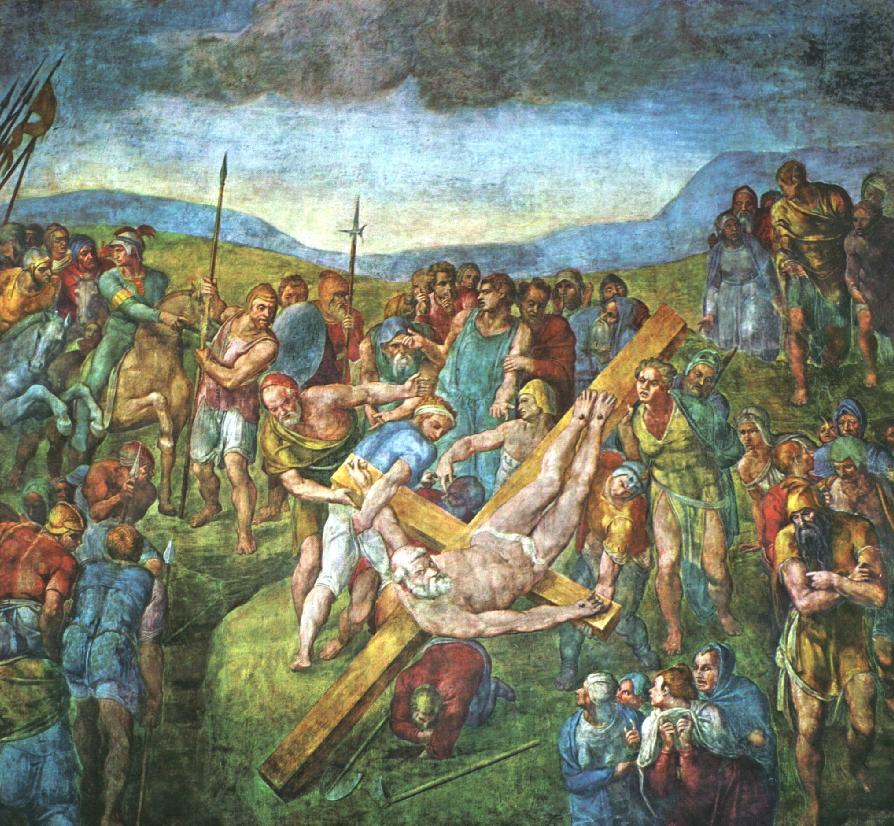
『聖ペテロの殉教』（1546年 - 1550年頃） パオリナ礼拝堂（ヴァチカン）

### 建築

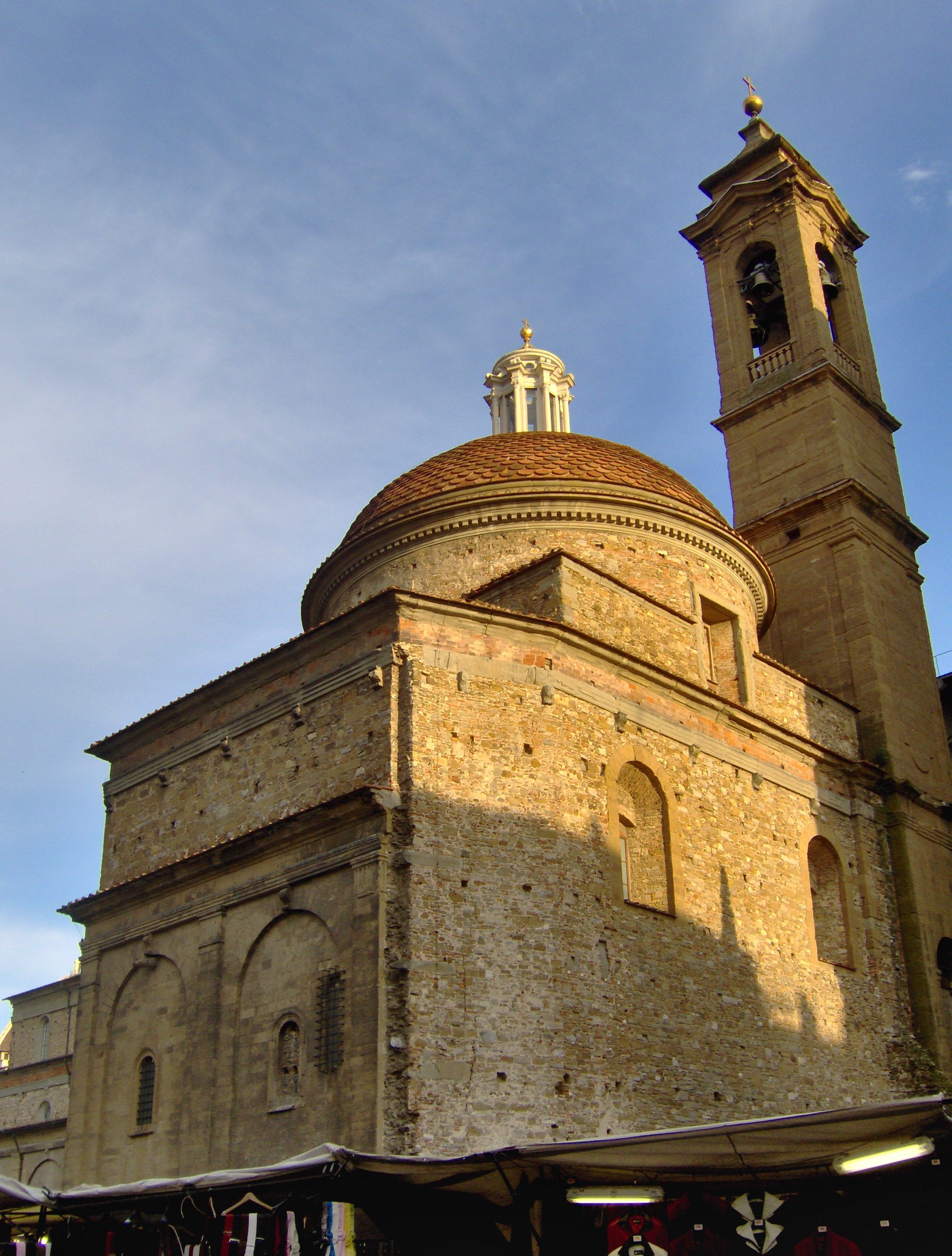
メディチ家礼拝堂新聖具室（1520年 - 1534年）（フィレンツェ）
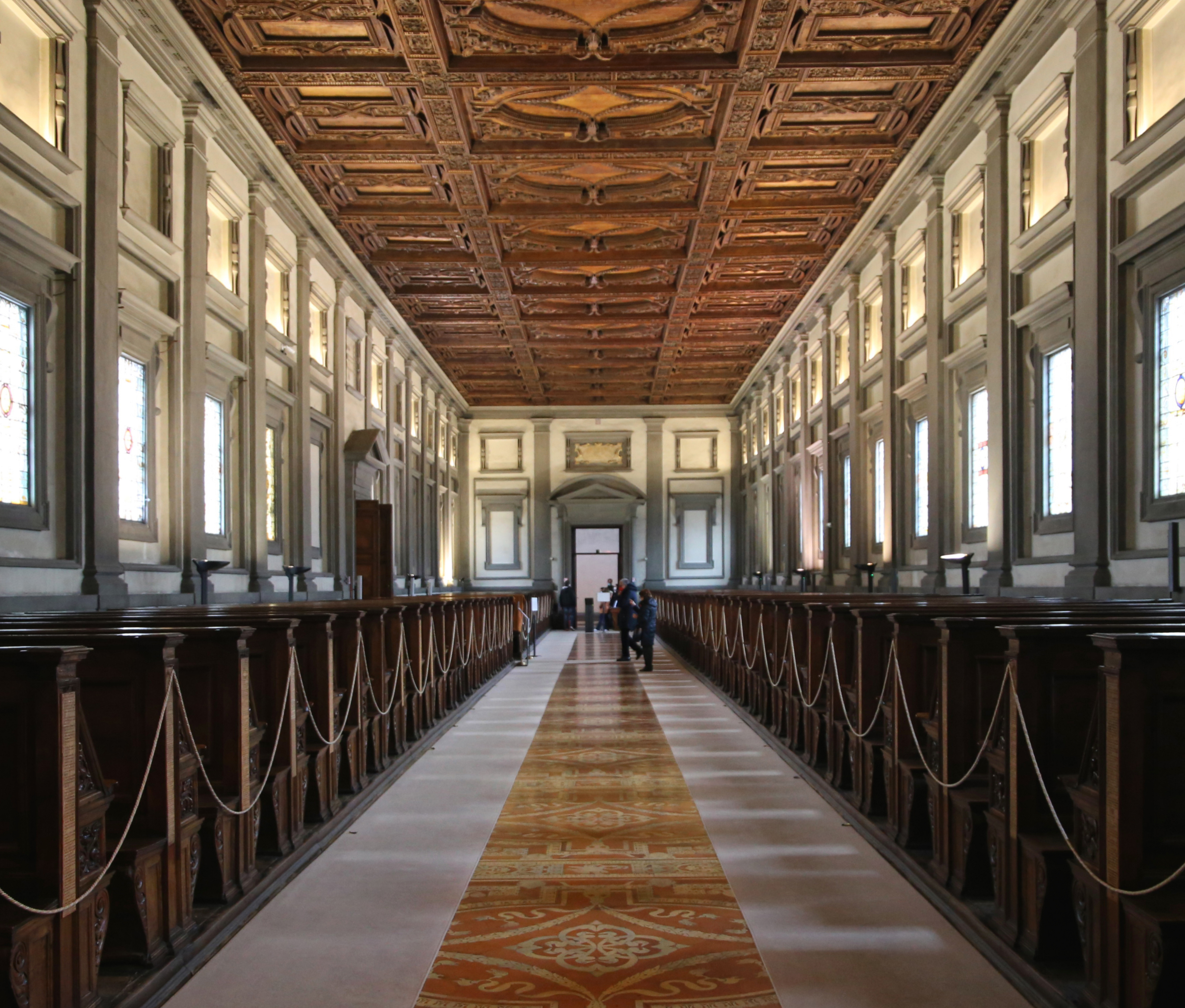
ラウレンツィアーナ図書館（1523年 - 1559年）（フィレンツェ）
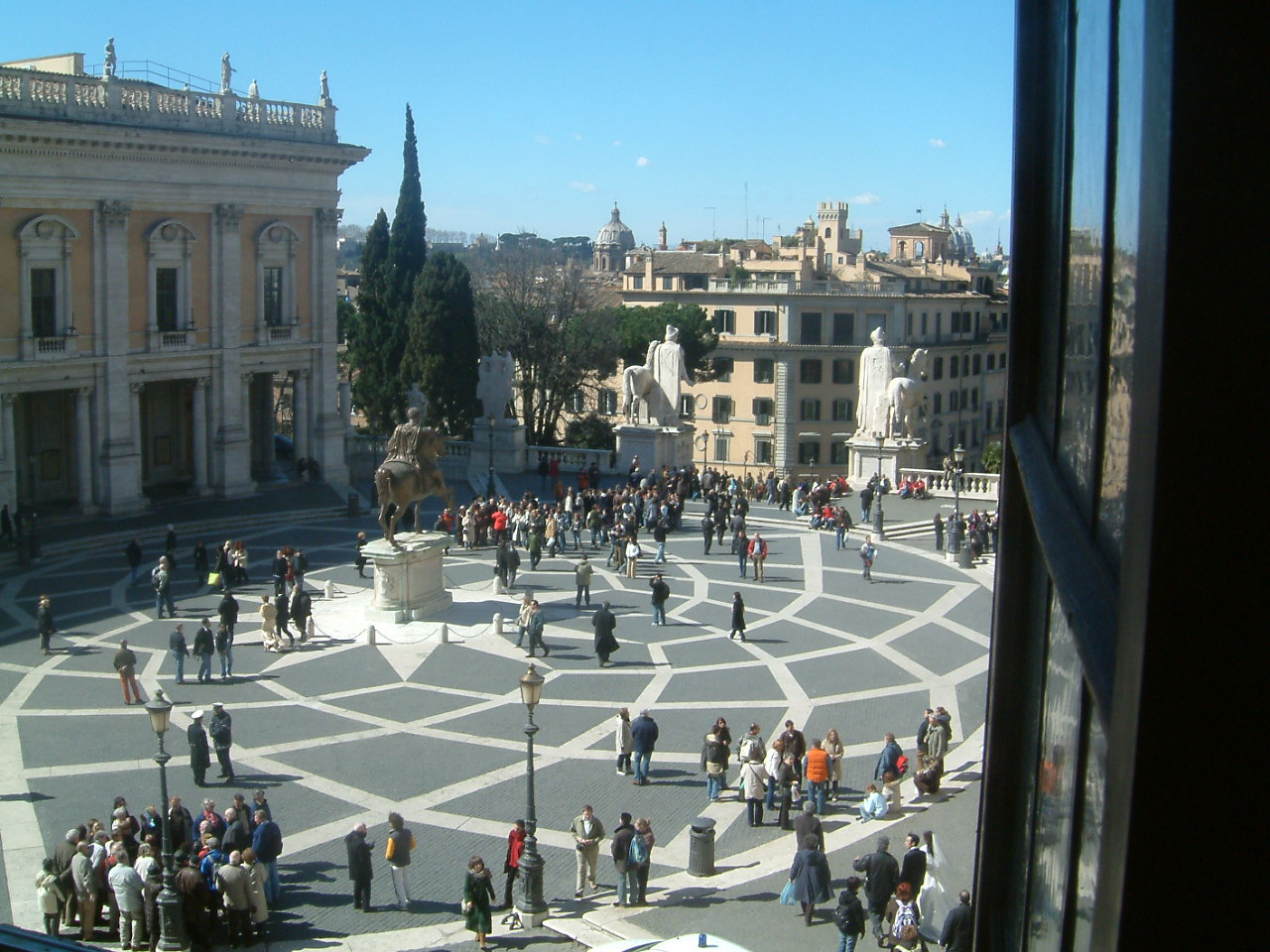
カンピドリオ広場（1536年 - 1546年）（ローマ）
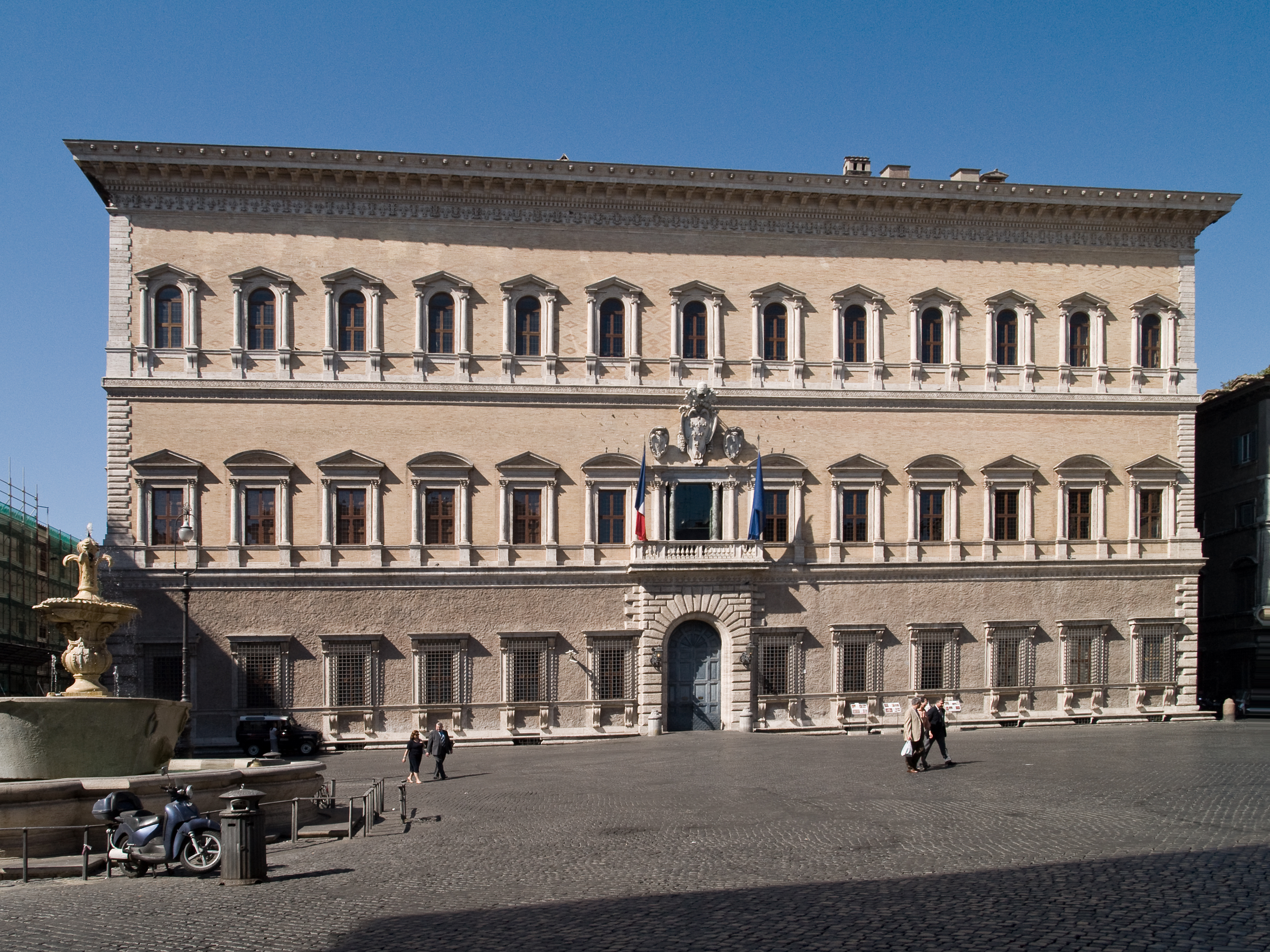
ファルネーゼ宮殿（1546年）（ローマ）
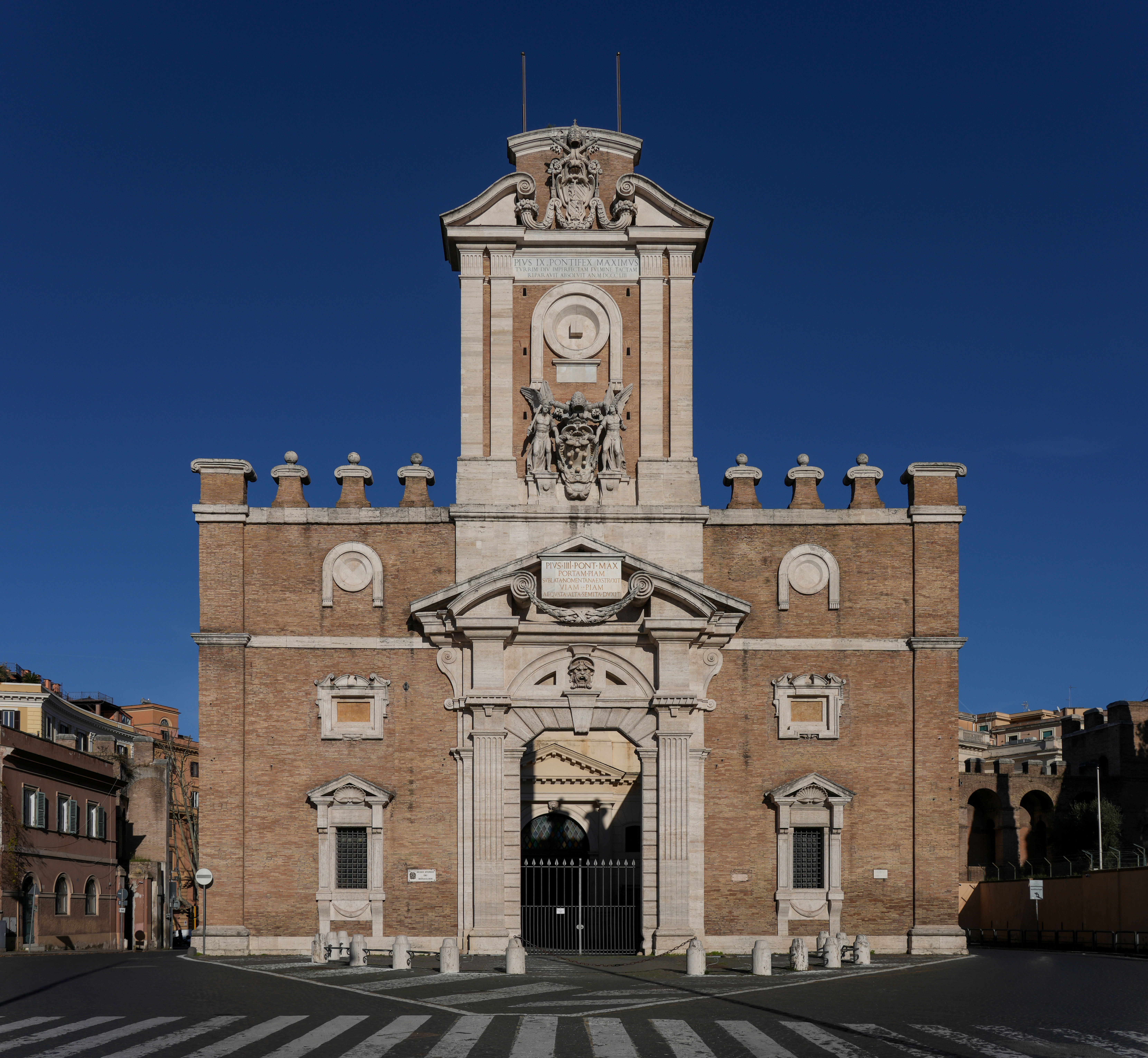
ポルタ・ピア（1561年 - 1565年）（ローマ）